# Histoire de la Scandinavie
Pour un article plus général, voir Scandinavie.

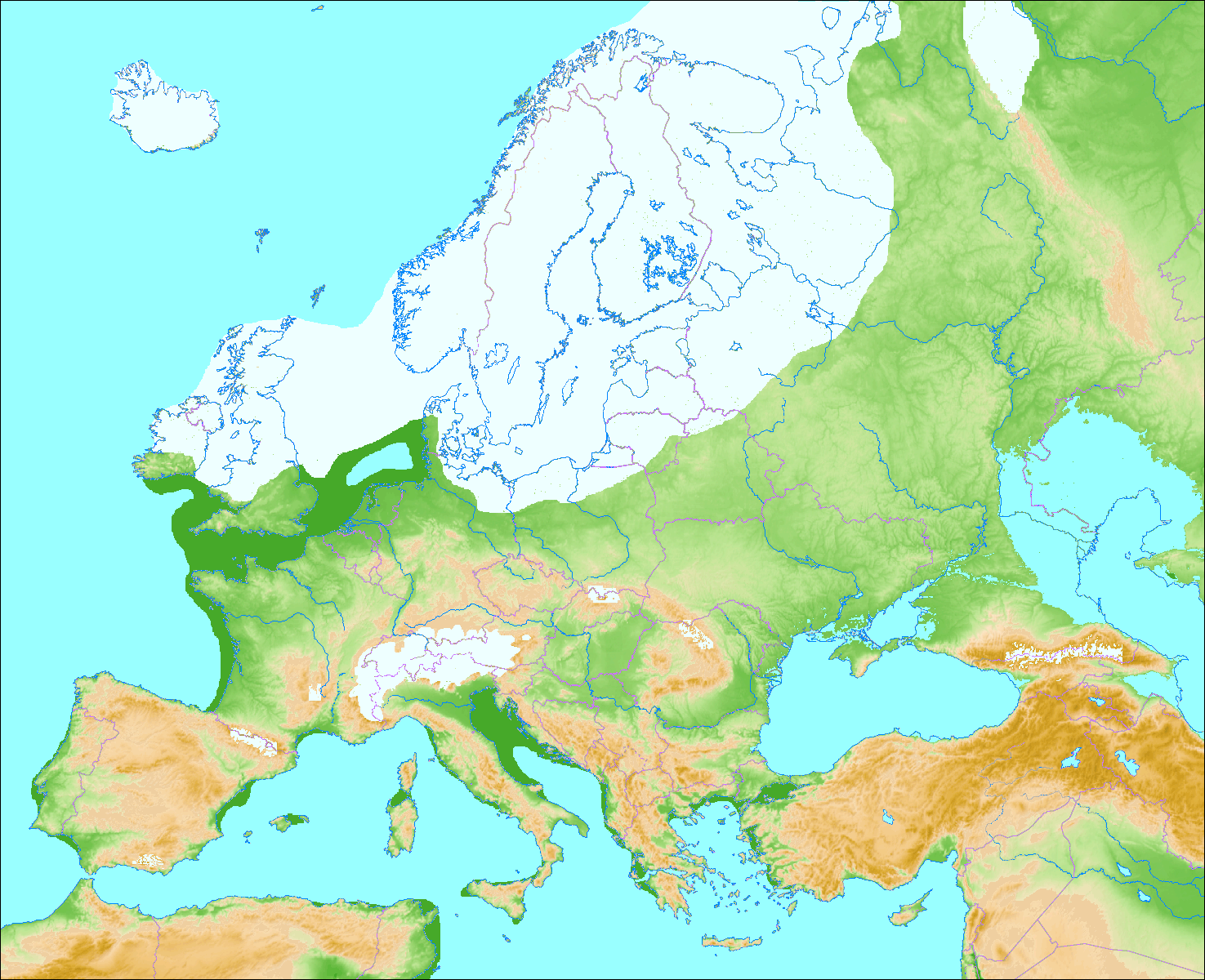
Glaciation de Würm

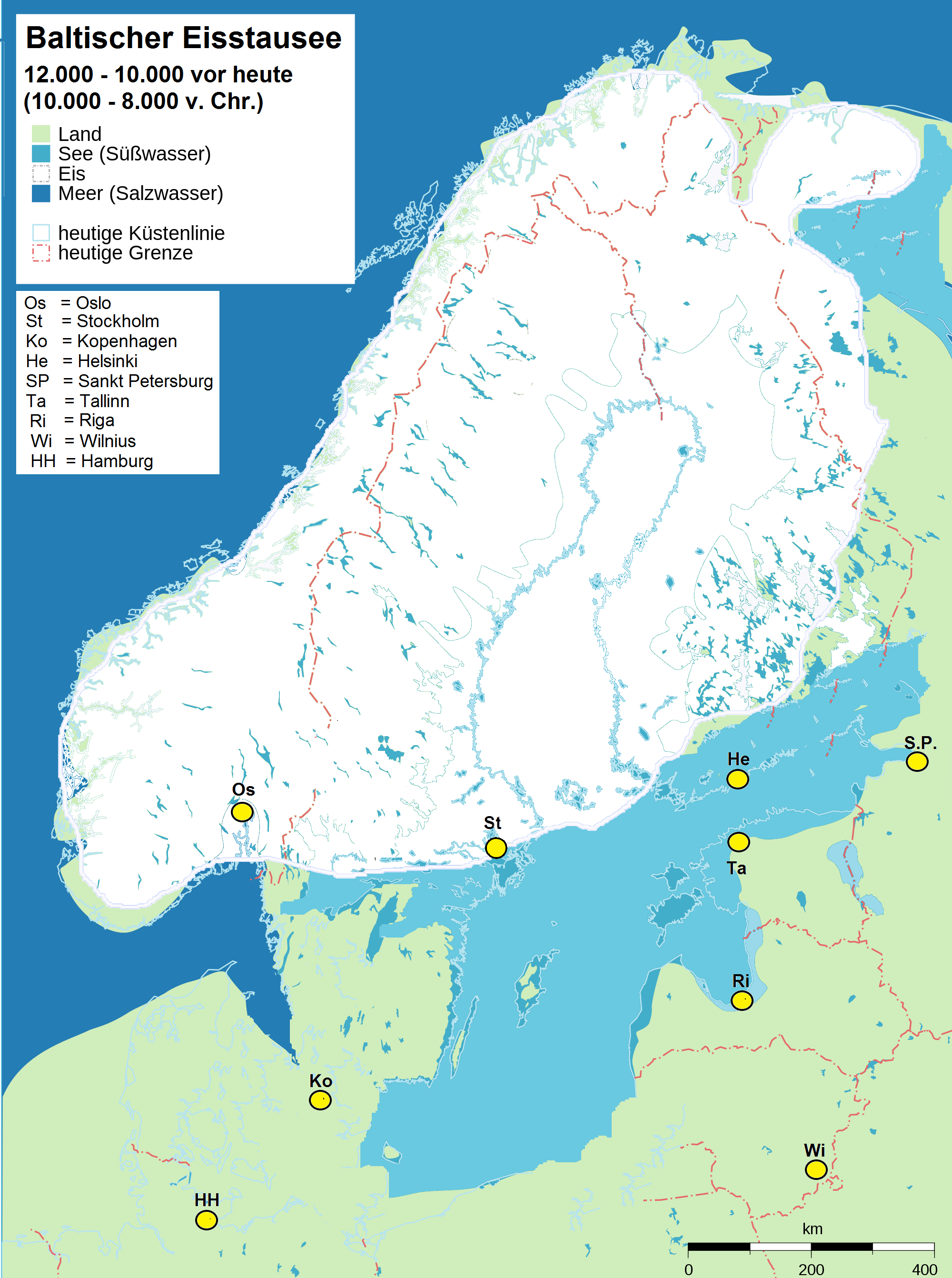
Lac proglaciaire de Baltique

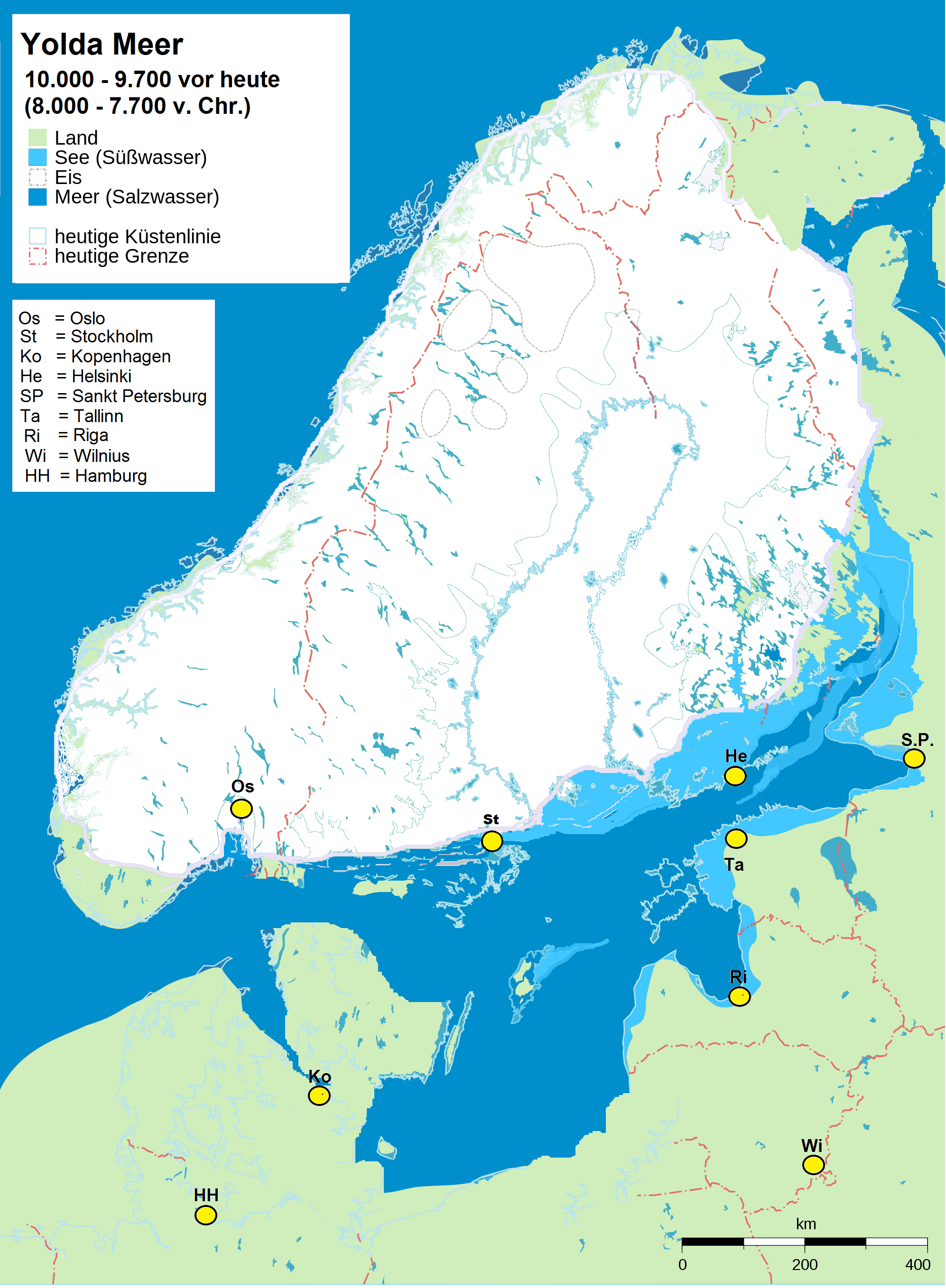
Mer de Yoldia après la percée en mer du Nord

Lac Ancylus

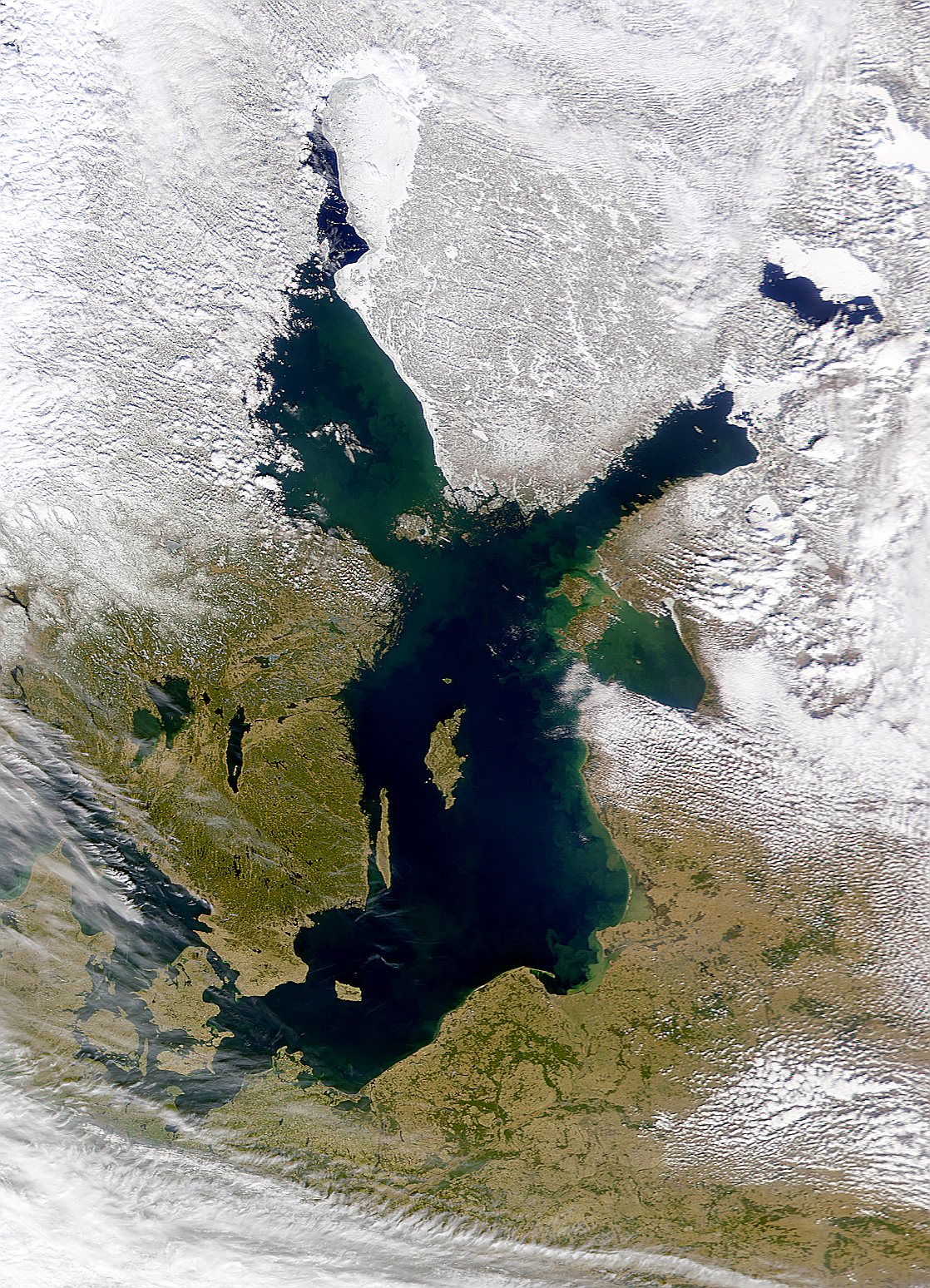
La région en mars 2000 (vue satellitaire)

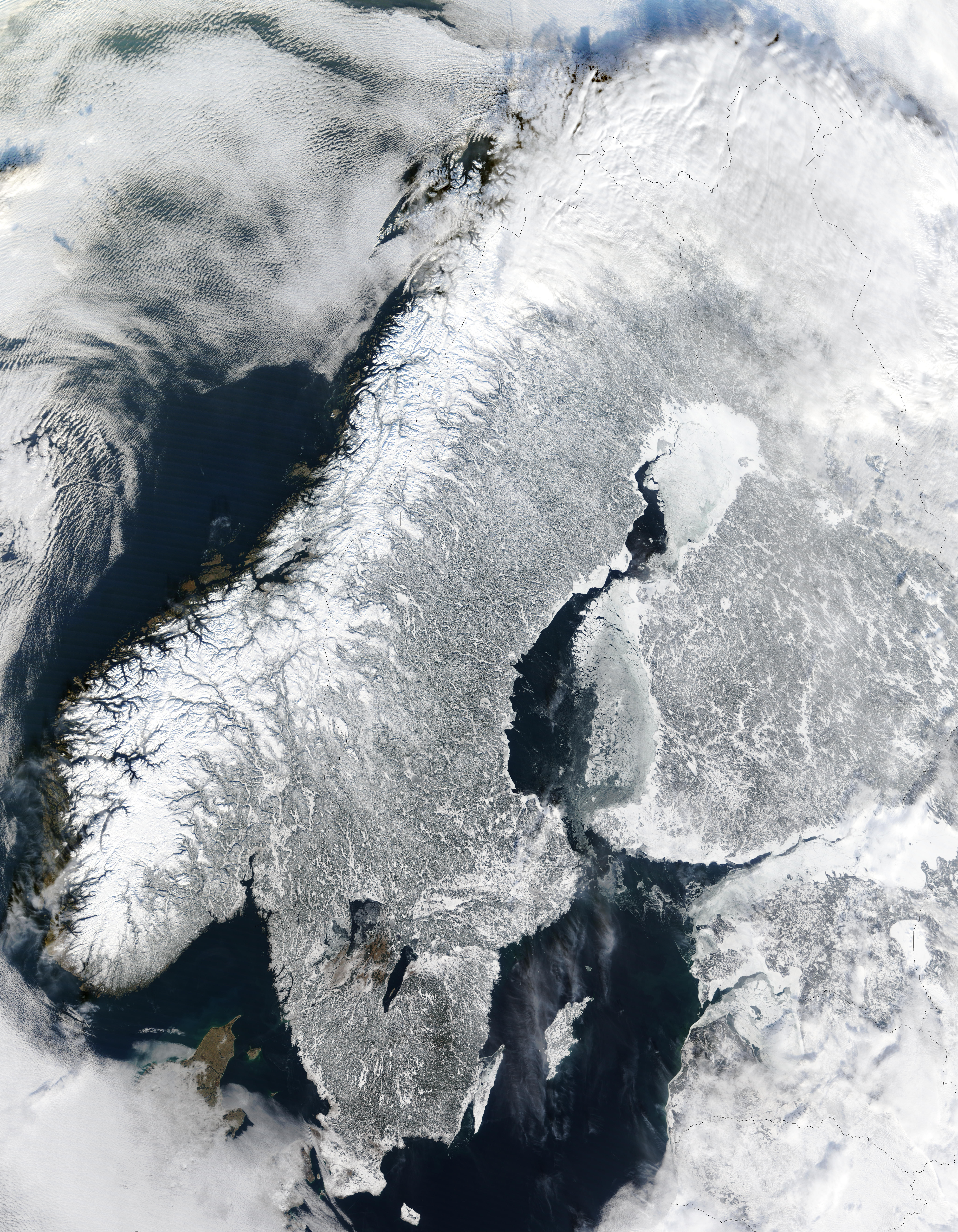
Image satellite 2003 : hiver scandinave

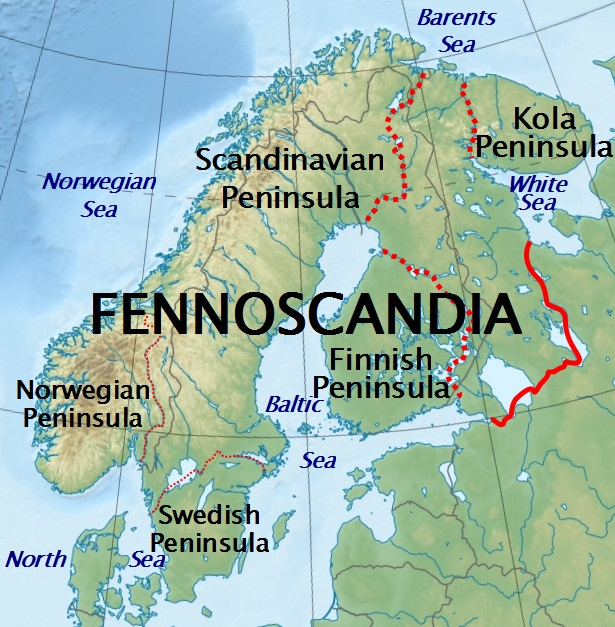
Fennoscandie / Baltoscandie

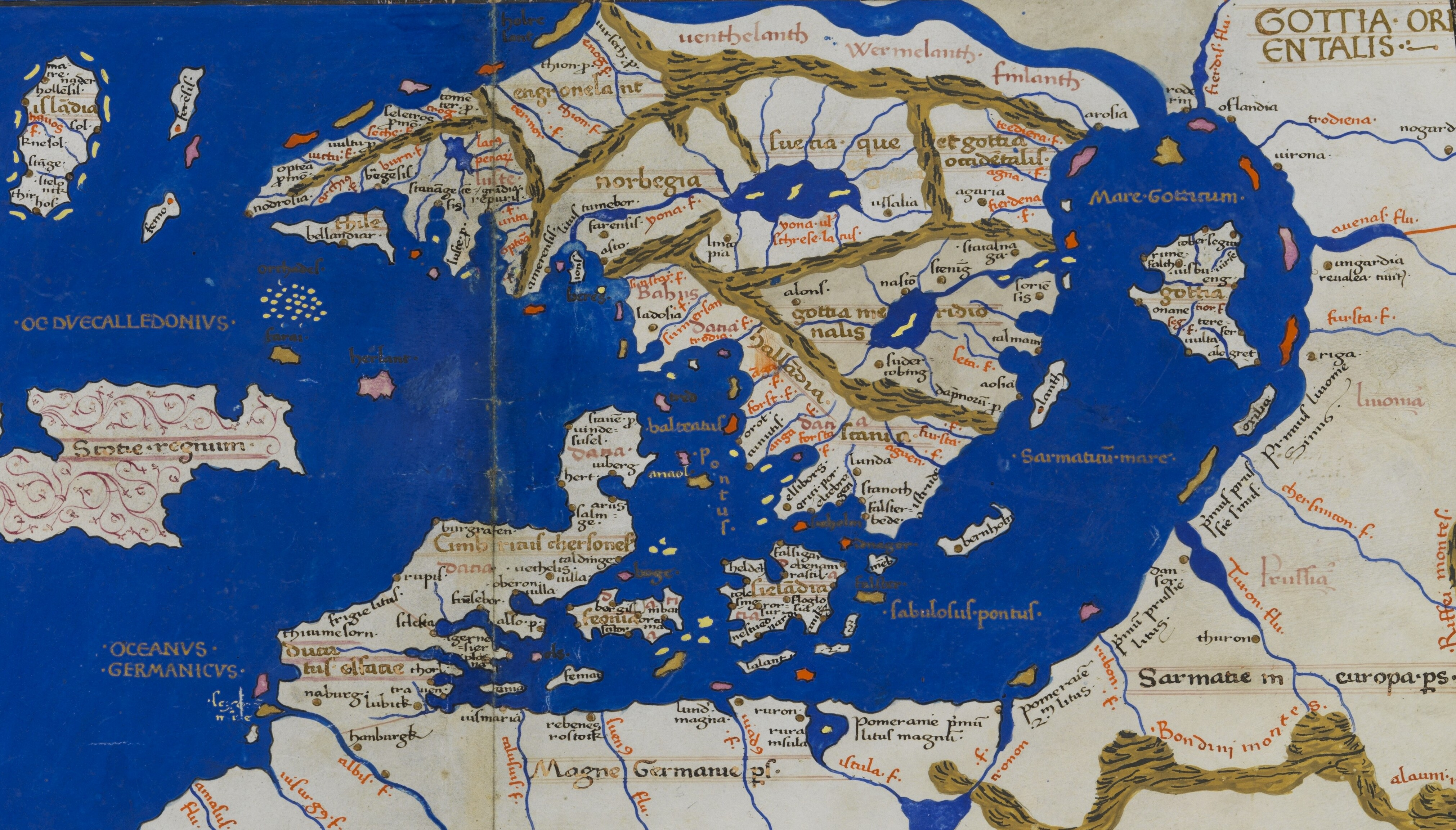
Jacopo d'Angelo, 1467, d'après la Géographie (Ptolémée)

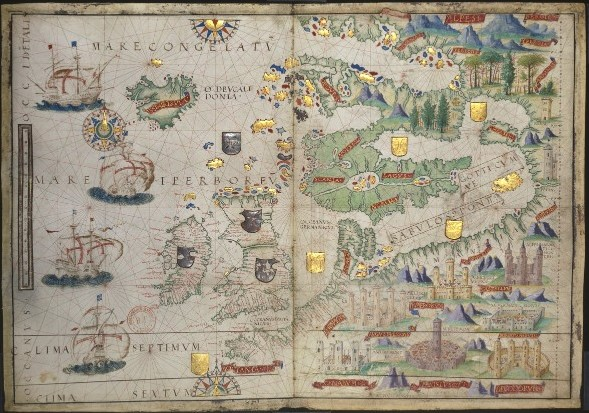
Atlas Miller, 1519

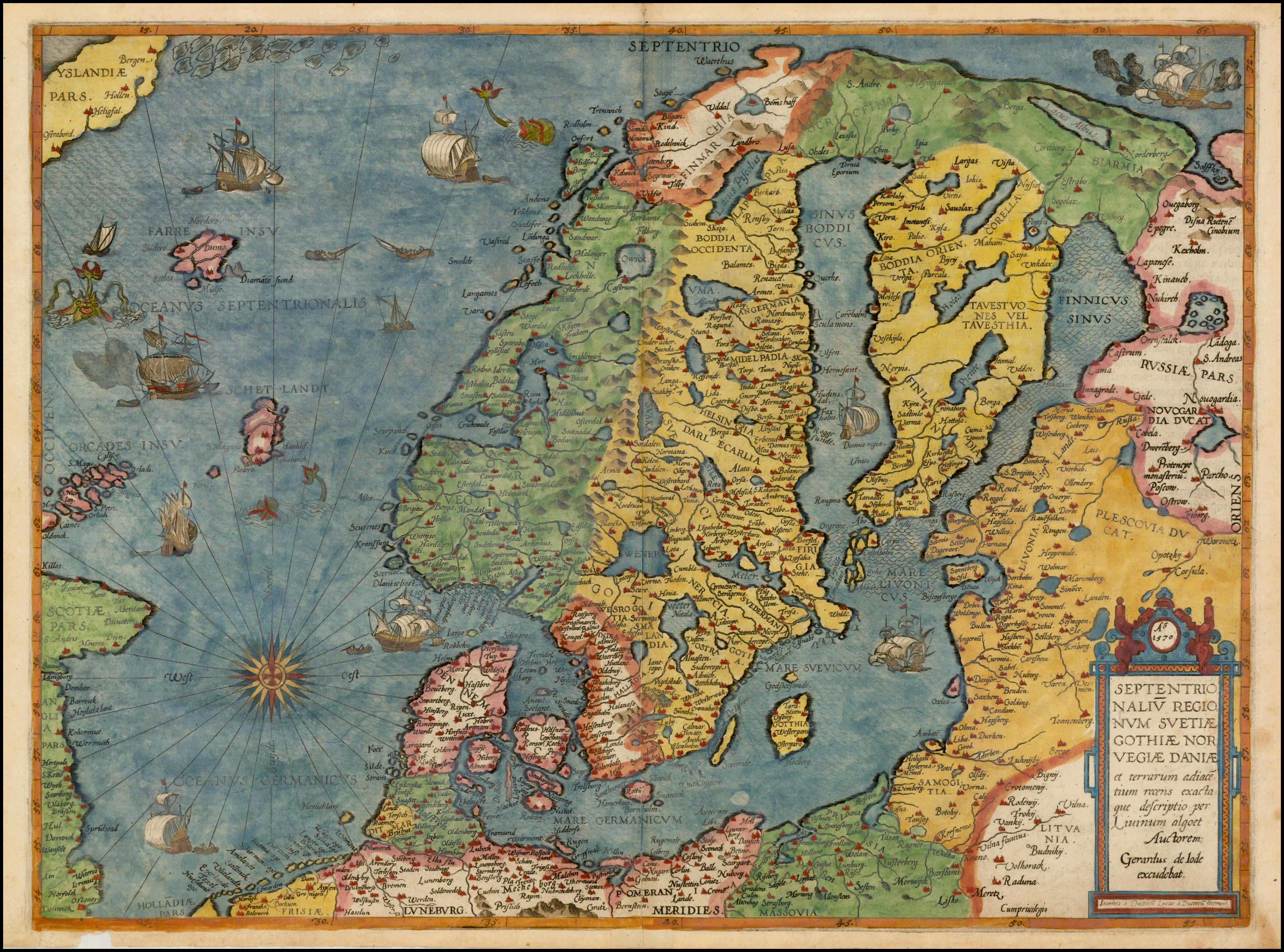
Gerard de Jode, 1593

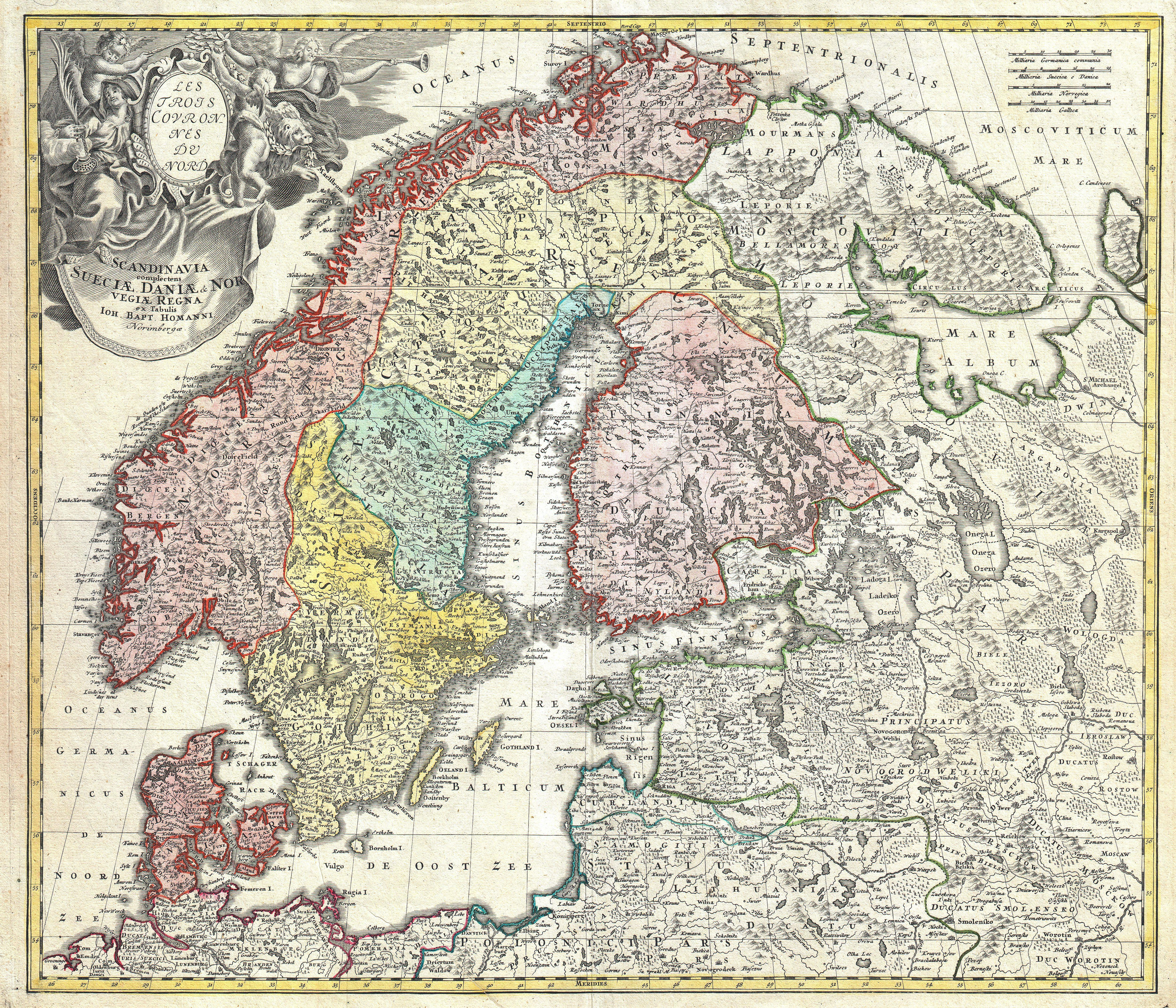
Homann, 1730

L’histoire de la Scandinavie est l'histoire du Danemark, de la Norvège et de la Suède. Cependant, dans un sens plus large, néanmoins erroné, certains englobent dans cette définition les deux autres pays nordiques, Finlande et Islande.
Cependant, deux pays (la Norvège et le Danemark) situés à l'ouest de la péninsule ont un accès permanent à l'océan Atlantique à travers les mer du Nord et mer de Norvège dont les eaux sont réchauffées par la Dérive nord atlantique du Gulf Stream. Cet accès atlantique est une originalité vis-à-vis des autres pays nordiques.
L'histoire de la Scandinavie avant sa christianisation autour de l'an mille est mal connue car ces peuples écrivaient peu, préférant la tradition orale. Ainsi, les principales sources écrites proviennent des moines scribes européens, qui étaient cependant également les principales victimes des raids vikings, et dont la neutralité des écrits est douteuse.
La préhistoire scandinave est très peu connue, seuls subsistent quelques outils et bijoux. Avec l'attaque du monastère de Lindisfarne en 793 s'ouvre l'Âge des Vikings. Pendant des siècles, des hommes originaires de Scandinavie parcourront le monde jusqu'à Constantinople et Bagdad à l'est, jusqu'au Groenland et à l'Amérique du Nord à l'ouest. Cependant, autour de l'an 1000, la population scandinave est peu à peu christianisée et adopte une organisation administrative et politique semblable aux autres Européens.
Entre 1397 et 1523, le monde nordique s'unit dans l'union de Kalmar. Il s'ensuit plusieurs siècles de guerres de suprématie, entre le Danemark et la Suède pour la Norvège, entre la Suède et la Russie pour la Finlande, rattachée à l'Empire russe en 1809. Au début du XXe siècle, les pays nordiques deviennent indépendants : la Norvège se sépare de la Suède en 1905, la Finlande de la Russie en 1917 et l'Islande du Danemark en 1918/1944.
Aujourd'hui ces pays pacifiés coopèrent par le biais du Conseil nordique et du Conseil nordique des ministres.

## Préhistoire
La glaciation vistulienne ou dernière période glaciaire, qui caractérise la fin du Pléistocène sur l'ensemble de la planète, commence il y a 115 000 ans et se termine il y a 11 700 ans, quand commence l'Holocène.
Il reste en Scandinavie peu de vestiges de l’Âge de la pierre, l’Âge du bronze, ou l’Âge du fer, à l’exception d’un nombre limité d'outils de pierre, de bronze et de fer, des bijoux et des ornements, et des cairns. Il existe, cependant une importante collection de pierres couvertes de dessins gravés désignés sous le nom de pétroglyphes.

### Âge de pierre

#### Paléolithique supérieur
Lorsque la glace a reculé avec le réchauffement, les rennes sont venus paître dans les plaines du sud de la Suède et du Danemark. Les données archéologiques semblent indiquer que l'homme arrive en Scandinavie autour de 11 700 ans selon deux itinéraires différents: l'un par le sud, l'autre par le nord-est. Le centre de la péninsule scandinave est encore occupé par les glaciers, mais la côte norvégienne de l'Atlantique Nord est libérée des glaces et permet l'accès à ces régions du second groupe. Ces deux groupes se sont rencontrés et se sont mélangés en Scandinavie.
Les analyses d'ADN ancien effectuées à partir des squelettes des chasseurs-cueilleurs scandinaves ont montré qu'ils étaient issus de deux populations mésolithiques : les chasseurs-cueilleurs de l'Ouest (WHG) originaires de l'Europe de l'Ouest, du centre et du Sud et les chasseurs-cueilleurs de l'Est (EHG) originaires de l'Europe du Nord-Est. Les individus étudiés sont de l'haplogroupe mitochondrial U5a1, les autres individus à l'Est de la Scandinavie de l'haplogroupe U4. Tous les hommes sont de l'haplogroupe du chromosome Y I2 typique des chasseurs cueilleurs européens avant le Néolithique. Ces populations montrent des modèles d'adaptation génétique aux environnements de haute latitude, notamment certains gènes associés aux performances physiques qui pourraient contribuer à l'adaptation au froid ou encore des gènes de la pigmentation de la peau qui montrent une combinaison unique en Europe au Mésolithique avec une peau claire et des yeux de couleurs diverses du bleu au marron clair.
À l'époque de la culture d'Ahrensburg, les tribus chassaient sur de vastes territoires et vivaient dans des lavvus sur la toundra. Il y avait peu de forêts dans cette région à l'exception de bouleaux et de sorbiers, mais la taïga apparaissait progressivement.

#### Mésolithique
Au cours du VIIe millénaire av. J.-C., quand les rennes et les chasseurs ont migré vers le Nord de la Scandinavie, les forêts s’étaient installées dans le pays. La culture des maglemosiens s’est développée au Danemark et dans le Sud de la Suède. Au nord, en Norvège et dans la plus grande partie de la Suède, s’est installée la culture de Fosna-Hensbacka, qui vivait surtout à la lisière de la forêt. Les chasseurs-cueilleurs du nord suivaient les migrations des troupeaux et des saumons, vers le sud pendant l'hiver, vers le nord à nouveau au cours de l’été. Ces premiers peuples avaient des traditions culturelles semblables à celles qui étaient pratiquées à travers d'autres régions du Grand Nord, y compris celles qui correspondent aux territoires modernes de la Finlande, de la Russie, et de l’autre côté du détroit de Béring, les régions de la bande nordique de l'Amérique du Nord.
Au cours du VIe millénaire av. J.-C., le Sud de la Scandinavie était couvert de forêts mixtes (résineux et feuillus). La faune comportait des aurochs, des bisons d'Europe, des élans et des cerfs. La culture des Kongemosiens était dominante au cours de cette période. Ces peuples chassaient le phoque et pratiquaient la pêche dans des eaux riches en ressources halieutiques. Au nord du territoire du peuple Kongemose vivaient d'autres chasseurs-cueilleurs présents dans la plupart des régions du Sud de la Norvège et de la Suède et appartenant aux cultures Nøstvet et Lihult, descendant des cultures Fosna et Hensbacka. Vers la fin du VIe millénaire av. J.-C., la culture Kongemose a été remplacée dans le Sud par la culture d'Ertebølle. A la différence de la culture du maglemosien qui semble avoir subsisté sur une base alimentation mixte terrestre / eau douce, les populations des cultures successives de Kongemose (ca. 6400–5400 avant notre ère) et d'Ertebølle (ca. 5400–3900) utilisent principalement les ressources marines.
Si l'introduction de l'agriculture a provoqué une forte augmentation de la population à travers l'Europe, dans le sud de la Scandinavie, celle-ci est précédée par environ 500 ans de croissance démographique soutenue. Cette croissance a été tirée par une production marine améliorée conditionnée par le maximum thermique holocène, une période de température, de niveau de la mer et de salinité élevés dans les eaux côtières. Les chercheurs identifient deux périodes d'augmentation de la production marine à travers les niveaux trophiques (P1 5600–5100 et P2 4400–3900 ans cal. avant notre ère) qui coïncident avec une collecte nettement accrue de mollusques et une accumulation de coquillages, indiquant une plus grande disponibilité des ressources marines. Entre ~ 5600–3900 avant notre ère, l'exploitation intense d'un environnement marin plus chaud et plus productif par des chasseurs-cueilleurs mésolithiques a stimulé le développement culturel, y compris l'innovation technologique maritime, et de ca. 4400–3900 avant notre ère, a soutenu une croissance quadruple de la population humaine.

#### Néolithique
Au cours du Ve millénaire av. J.-C., les populations de la culture d'Ertebølle apprennent les techniques de la poterie des populations voisines plus au Sud, qui avaient commencé à cultiver la terre et à élever des animaux. La raison pour laquelle l’expansion agricole néolithique s’est arrêtée pendant 1 000 ans avant d’entrer dans le sud de la Scandinavie reste un mystère. Il se peut que l’arrivée du Néolithique ait été compliquée par une forte densité de population de chasseurs-cueilleurs au Mésolithique en raison d'un environnement marin et côtier très productif. Il a également été avancé que les conditions climatiques modifiées autour de (~ 4000 av. J.-C. étaient devenues un moteur en accroissant le potentiel agricole plus au nord, mais d’autres études n’ont pas confirmé cette hypothèses.
L'arrivée du Néolithique est tardive (~ 3900 av. J.-C.) et est introduite par les populations du courant danubien. La culture des vases à entonnoir est la première à pratiquer l'agriculture. Des similitudes dans la culture matérielle et les activités d'extraction de silex semblent suggérer que les premiers agriculteurs du sud de la Scandinavie étaient originaires ou avaient des relations sociales étroites avec la culture de Michelsberg d'Europe centrale. Elle a pour conséquence un changement profond de la population de la région avec relativement peu de contribution de la population de chasseurs-cueilleurs locaux. Le mélange chasseurs-cueilleurs observé chez les individus danois semble s'être produit avant l'arrivée des agriculteurs entrants dans la région, probablement en Europe centrale.
Le long des côtes de la Baltique occidentale du nord de l'Allemagne, du Danemark et du sud de la Suède, les premiers indices d'animaux domestiqués et de plantes cultivées apparaissent vers 4 000 cal av. J.-C associés à l'émergence de la culture des vases à entonnoir (TRB). Contrairement à d'autres régions d'Europe, l'exploitation du gibier terrestre sauvage et la pêche continuent d'être économiquement importantes. Les mégalithes du centre-nord de l'Europe ont été construits principalement à l'époque de la TRB.

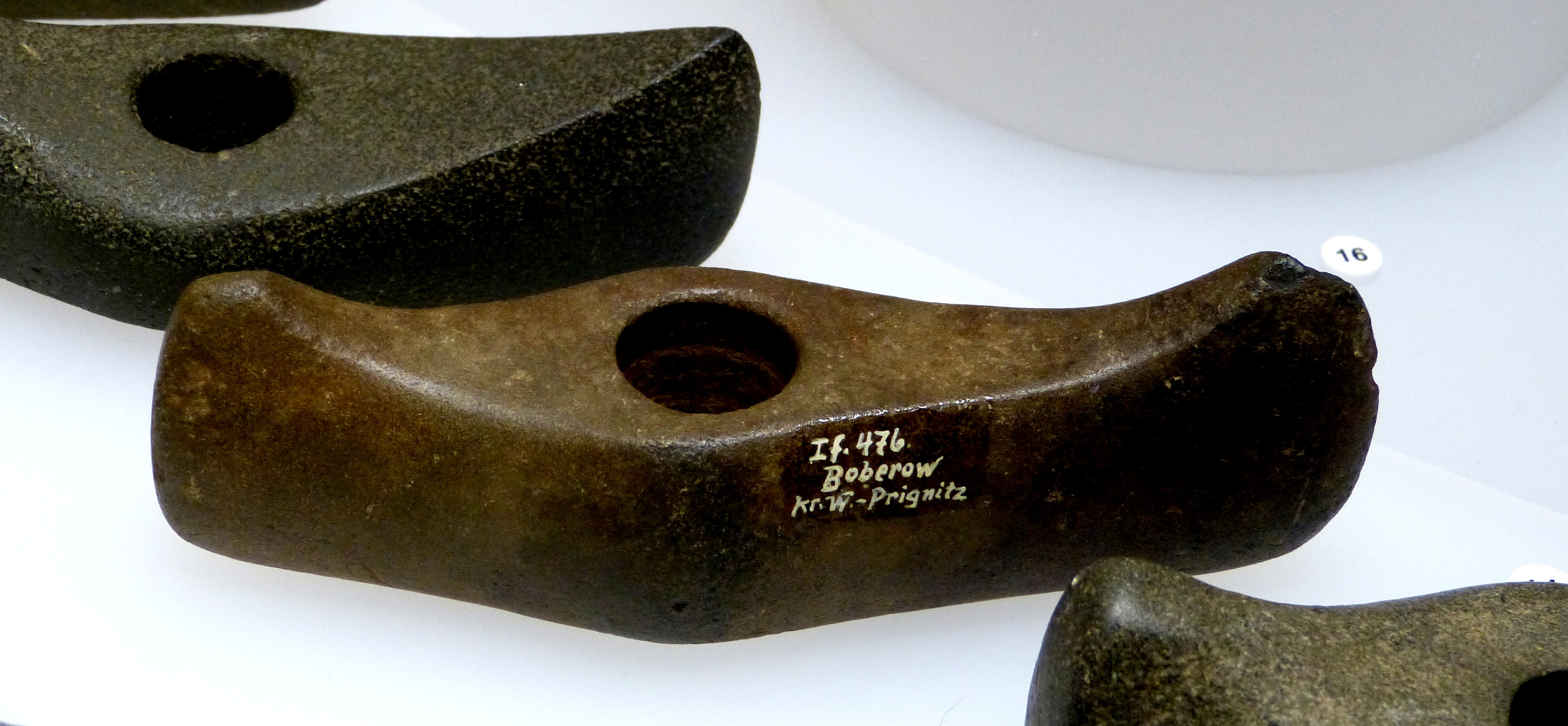
Haches de combat en forme de bateau caractéristiques de la culture de la céramique cordée scandinave et des côtes de l'Allemagne du Nord

Au cours du IVe millénaire av. J.-C., ces populations se sont étendues en Suède vers l'Uppland. Les porteurs de la culture Nøstvet et Lihult ont appris de nouvelles technologies des agriculteurs qui étaient plus en avance mais pas l'agriculture et ont évolué vers la culture de la céramique perforée vers la fin du IVe millénaire av. J.-C. Cette culture est d'abord contemporaine puis chevauche la culture des vases à entonnoir. Les études semblent indiquer que ces deux groupes différents ont coexisté dans la péninsule scandinave pendant plusieurs centaines d'années avec une identité culturelle, des modes de vie et des régimes alimentaires distincts. A certains endroit, comme c'est le cas sur l'île de Gotland, les populations semblent passer d'une subsistance de type agricole vers une subsistance basée sur la pêche. Ces populations ont probablement arrêté la progression des agriculteurs et les ont repoussés vers le Sud et le Sud-Ouest de la Suède. À la fin, les cultures semblent s’être mélangées, formant la culture d’Alvastra.[réf. nécessaire]
On ignore quelle langue parlaient les premiers Scandinaves, mais vers la fin du IIIe millénaire av. J.-C., la péninsule scandinave fut envahie par des populations nouvelles, dont de nombreux chercheurs pensent qu'ils parlaient une langue proto-indo-européenne, apportant la culture de la céramique cordée. Ces nouvelles populations se sont installées en Uppland et dans le fjord d'Oslo. Ils ont probablement apporté la langue qui est l'ancêtre des langues scandinaves modernes. Ce sont des éleveurs de bétail, et avec eux la plus grande partie du Sud de la Scandinavie entre dans le Néolithique. On observe dans ces régions un remplacement presque complet de la population locale. L'ascendance liée aux agriculteurs du Néolithique reste présente, mais la source est maintenant différente. Elle est modélisée comme dérivant presque exclusivement d'un groupe génétique associé à la culture des amphores globulaires du Néolithique tardif.
Il existe des preuves archéologiques que ce fut une époque de violence, tant au Danemark qu'ailleurs. De plus, la peste s'est répandue au cours de cette période. En tandem avec d’autres indicateurs de déclin démographique et de reboisement généralisé après 3 000 cal. av. J.-C., ces éléments suggèrent que les populations locales d’Europe centrale et septentrionale pourraient avoir été gravement touchées avant l’arrivée de nouveaux arrivants ayant une ascendance liée à la steppe. Ces facteurs pourraient également expliquer le renouvellement rapide de la population et le mélange limité avec la population locale.
La culture des haches de combat, forme spécifique de la culture de la céramique cordée en Scandinavie, qui s'étend depuis la Scanie jusqu'à l'Uppland et le Trøndelag était basée sur les mêmes pratiques agricoles que la culture précédente des vases à entonnoir, mais l'apparition du métal changea le système social. Les groupes des haches de combat se sont probablement mélangés avec les agriculteurs du néolithique moyen (par exemple de la culture des vases à entonnoir) mais sans contribution substantielle des cueilleurs néolithiques de la culture de la céramique perforée.
Au cours de la phase III du Néolithique supérieur et de l'Âge du Bronze qui est datée vers 1900 av. J.-C. apparaît un groupe distinct d'individus scandinaves dominés par des mâles avec des haplogroupes Y I1. L'haplogroupe I1 du chromosome Y est l'un des haplogroupes dominants chez les Scandinaves d'aujourd'hui. L'augmentation rapide de la fréquence de cet haplogroupe et de l'ascendance génomique associée coïncide avec l'augmentation de la mobilité humaine observée alors en Suède, suggérant un afflux de personnes venant des régions de l'est ou du nord-est de la Scandinavie, et l'émergence de sépultures dans des cistes de pierre dans le sud de la Suède, qui ont été également introduit dans l'est du Danemark au cours de cette période.
Ces populations de la phase III du Néolithique supérieur et de l'Âge du Bronze constituent la source d'ascendance prédominante pour les Scandinaves de l'âge du fer, les Vikings ultérieurs et d'autres groupes européens anciens avec une association scandinave ou germanique documentée (par exemple, les Anglo-Saxons et les Goths).

### Âge du bronze danois

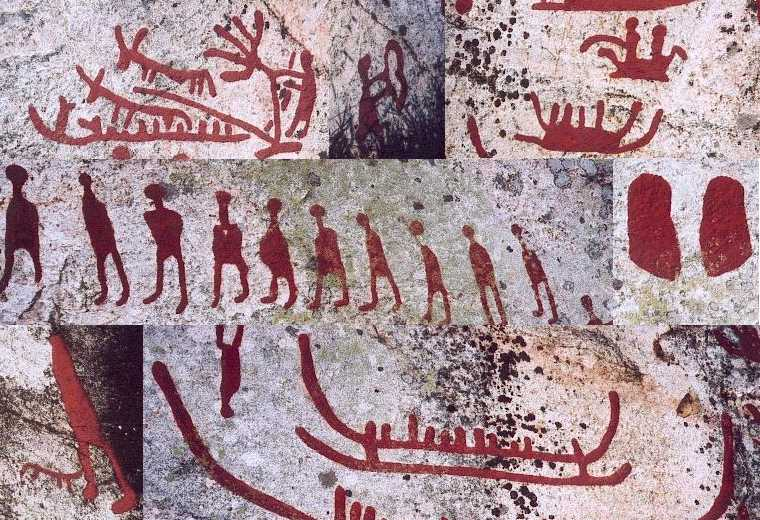
Pétroglyphes de Scandinavie (Häljesta, Västmanland en Suède). Image composite. Âge du bronze nordique. Les glyphes sont peints pour les rendre plus visibles. On ignore s’ils étaient peints à l'origine.

Même si les Scandinaves ont rejoint les cultures européennes de l’Âge du bronze assez tardivement à travers le commerce, les sites scandinaves présentent des objets importés d'Europe centrale riches et bien conservés, composés de laine, de bois, de bronze et d'or. Pendant cette période, la Scandinavie a développé la première civilisation avancée connue dans cette région depuis l'Âge de pierre nordique. Les Scandinaves ont adopté un grand nombre de symboles d'Europe centrale et de la Méditerranée en même temps qu'ils ont créé de nouveaux styles et de nouveaux objets. La civilisation mycénienne, la culture de Villanova, la Phénicie et l’Égypte antique ont été identifiées comme sources d'influence possibles pour les œuvres scandinaves de cette période. L'influence étrangère est probablement à attribuer au commerce de l’ambre, puisque l'ambre trouvé dans les tombes mycéniennes de cette époque provient de la mer Baltique. Plusieurs pétroglyphes représentent des navires, et de grandes formations de pierres connues sous le nom de navires de pierre indiquent que le transport maritime jouait un rôle important dans cette culture. Plusieurs pétroglyphes représentent les navires qui pourraient éventuellement provenir de Méditerranée.
De cette période, on a retrouvé de nombreux pétroglyphes comme ceux de Tanum. Celles du site de Vitlycke présente sept groupes de gravures comprenant des figures humaines et des bateaux. Il est impossible de déterminer où naviguent ces bateaux et l'hypothèse de la circulation en eau calme ou près des côtes parait plus vraisemblable. Il existe aussi de nombreux objets de bronze et d'or. L'apparence assez grossière des pétroglyphes par rapport aux œuvres en bronze a donné naissance à la théorie selon laquelle ils ont été produits par différentes cultures ou des groupes sociaux différents. Aucune langue écrite n’existait dans les pays nordiques au cours de l'Âge du bronze.
L'Âge du bronze a été caractérisé par un climat chaud (comparable à celui de la Méditerranée), qui a permis le développement d’une population relativement dense, mais elle s'est terminée par un changement climatique caractérisé par une détérioration, et un climat plus humide et plus froid (qui a peut-être donné naissance à la légende de la fimbulvetr) et il semble très probable que le climat ait poussé les tribus germaniques vers le sud et l’Europe continentale. Pendant cette période, il a existé une influence scandinave en Europe de l'Est. Mille ans plus tard, les nombreuses tribus germaniques de l’Est qui proclamaient leurs origines scandinaves (Lombards, Burgondes, Goths et Hérules) ont donné à la Scandinavie (Scandza) le nom de cœur des nations cité dans les Getica de Jordanès.
Initialement composés de groupes de chasseurs-cueilleurs au début de l'âge du bronze danois, une nouvelle économie rurale se développe dans le sud de la Scandinavie.

### Âge du fer

#### Période pré-romaine
Les limites chronologiques de l’Âge du fer varient considérablement selon les régions géographiques et culturelles considérées,. Vers le Ve siècle avant notre ère, l'extraction du fer se développe en Scandinavie. Le bronze continue d'être utilisé afin de fabriquer des bijoux et accessoires vestimentaires tandis que le fer est destinés aux armes et aux outils. L'exploitation du fer a un impact sur les sociétés scandinaves et permet aux régions qui en possèdent de se distinguer des autres en particulier au Danemark et dans le sud de la Suède. Il faut toutefois attendre le Ier siècle pour que cette production se développe, en lien avec la remontée de l'Empire romain vers le nord.
Les traditions sont en continuité avec l'Âge du bronze nordique, mais il y a une forte influence de la culture de Hallstatt d’Europe centrale. Elle est supplantée par la tradition de la culture des champs d'urnes avec la coutume de brûler les cadavres et de placer les cendres dans des urnes. Au cours des derniers siècles, les influences de la culture de La Tène d’Europe centrale s’est propagée à la Scandinavie à partir du Nord-Ouest de l’Allemagne.

#### Âge du fer romain
Selon Oscar Montelius, en Scandinavie, l'âge du fer romain est un segment de l'âge du fer et s'étend du Ier siècle au Ve siècle. Il étend également l'usage de ce terme au nord de l'Allemagne et aux Pays-Bas.
Dès le Ier siècle, des artefacts d'origine romaine sont retrouvés dans les tombes danoises avant de se diffuser dans les autres territoires scandinaves. Ils peuvent être le résultat de cadeaux diplomatiques, de tributs, d'échanges commerciaux ou encore le fruit de pillages. Il est probable que Rome ait entretenu des alliances avec certains groupes. Cette période est également forte en échange d'or sous forme de lingots ou de pièces qui sont refondus afin de fabriquer des bijoux. L'or demeure, jusqu'au milieu du VIe siècle, le produit le plus importé par le biais des échanges commerciaux, du pillage ou de la solde des mercenaires au service de l'Empire Romain. La diffusion de la culture de céréales telles que l'orge, le blé et le seigle s'étend de l'âge du fer romain jusqu'à l'âge des vikings. L'élevage est une autre composante de l'économie rurale en développement. La viande demeure un produit rare et saisonnier. Les armes romaines sont également appréciées et importées. On retrouve de nombreux gladius et spatha dans les tourbières du sud de la Scandinavie.
Au IIIe siècle et IVe siècle, certains éléments ont été importés des tribus germaniques qui s'étaient installées au nord de la mer Noire, comme les runes.
On a aussi découvert de nombreux hommes des tourbières datant de cette époque au Danemark, au Schleswig et au sud de la Suède. Associés à ces corps momifiés, on a trouvé des armes, des articles ménagers et des vêtements de laine. De grands navires conçus pour la navigation à la rame ont été découverts à partir du IVe siècle à Nydam Mose dans le Schleswig. Beaucoup ont été enterrés sans avoir été brûlés, mais la tradition de l’incinération retrouve plus tard sa popularité.

#### Évolution des sociétés scandinaves
Le processus de stratification sociale se renforce particulièrement à partir du IIe siècle à cause des interactions accrues avec le monde romain. Les sociétés subissent un morcellement politique et s'organisent en tribus indépendantes structurées autour d'un chef dont le pouvoir peut être limité par une assemblée (qui plus tard deviendra le thing). Les chefs qui émergent de cette reconfiguration concentrent les pouvoirs politico-militaires, les prérogatives culturelles et le profit commercial. À la fin de l'âge du fer romain, cette stratification sociale et ce système de chefferie dominent la Scandinavie. Cependant, le pouvoir des chefs scandinaves reste fluide et réparti de manière inégale sur le territoire. Au cours des IIIe siècle et IVe siècle, des lieux de pouvoir majeurs apparaissent et morcèle davantage les sociétés. Les conflits règnent sur la Scandinavie où les chef fidélisent leurs hommes en partageant le butin constitué à la suite de victoires militaires ou en cas de récolte de tributs.
De nouvelles fonctions émergent. Le terme þiudans, dérivé de þiuda (qui signifie "peuple" ou "tribu"), désigne initialement un chef ou un roi dans les sociétés tribales germaniques. Il est utilisé principalement entre le Ier et VIe siècles et fait référence à des dirigeants qui exercent une autorité non seulement par la force, mais aussi par l'accord et le consentement de leur communauté. Le terme dróttinn apparaît entre le VIe et IXe siècles dans le contexte des chefs militaires. Son étymologie provient de l'ancien mot germanique druhti, signifiant "troupe" ou "armée". Le terme konungr, qui signifie "roi" en vieux norrois, fait son apparition plus tardivement, probablement entre le Ve et VIe siècles. Ce titre représente une évolution vers une royauté plus héréditaire et centralisée.

### Âge du fer germanique

Déplacement des populations scandinaves.

La période succédant à la chute de l'Empire romain est connue sous le nom d’âge du fer germanique. Elle est divisée en premier ou ancien âge du fer germanique (375-520/530) et deuxième ou récent âge du fer germanique (520/530-800), appelé âge mérovingien en Norvège et âge de Vendel en Suède, avec de riches sépultures dans le bassin du lac Mälar.
Le premier âge du fer germanique est la période où les Danes entrent dans l'histoire, lesquels selon Jordanès, étaient une branche des Suédois (Suiones, Suethans, Suetidi) qui avait remplacé les Hérules.
Au cours du IVe siècle et du Ve siècle, l'Europe est en proie à de nombreux déplacements de populations telles que les Vandales, les Alains et les Suèves sous la pression des invasions des Huns puis des Avars. La Scandinavie n'échappe pas à ce phénomène, de sorte que l'on peut parler de « période des migrations » en Norvège et en Suède dès le Ve siècle. Les Jutes (implantés au nord du Jutland), les Angles (implantés au sud du Jutland) et les Saxons (implantés dans l'actuel Schleswig-Holstein) s'étendent vers le sud et l'ouest puis par la mer jusqu'à constituer plusieurs royaumes dans le sud de l'Angleterre.
Il semble qu'au moment de la chute de l'Empire romain, beaucoup d'or circulait en Scandinavie, ainsi qu'en témoignent les nombreuses découvertes de « trésors » en or datant de cette période. L'or était utilisé pour fabriquer les décorations de fourreaux et des bractéates (pièces de monnaie transformées en pendentifs) et autres artéfacts comme les cornes d'or de Gallehus ou les gullgubber de Hov.
Au cours du Ve siècle et du VIe siècle, l'or et l'argent sont devenus plus courants. Une grande partie peut être attribuée à la mise à sac de l'Empire romain par les tribus germaniques, à partir desquels de nombreux Scandinaves se sont fournis en or et en argent.
Après la disparition de l'Empire romain, la circulation de l'or s'amoindrit. Les Scandinaves ont commencé à fabriquer des objets en bronze doré, avec des décorations de rubans entrelacées d'animaux dans un style scandinave. Les décorations du premier âge du fer germanique montrent que les représentations d’animaux sont plutôt fidèles anatomiquement, mais à la fin de l’âge du fer germanique elles évoluent vers des formes plus complexes avec des formes intriquées et des membres entrelacés qui sont bien connus à l’âge des Vikings.
À partir du VIe siècle, la Scandinavie est touchée par la peste de Justinien comme le reste de l'Europe. À ceci s'ajoute l'impact climatique sur la démographie de plusieurs éruptions volcaniques survenues entre 536 et 547 en Islande. Cette situation, jointe à un refroidissement climatique, provoque de mauvaises récoltes et des crises alimentaires. Vers la seconde moitié du VIe siècle, les sociétés scandinaves évoluent vers une plus grande stabilité politique avec la diminution du besoin d'afficher ses richesses et son prestige et la fin de la pratique des dépôts sacrificiels. Les sociétés demeurent fragiles sur le plan politique car le chef reste traditionnellement lié à ses succès militaires, son prestige, et l'approbation d'un conseil dont le pouvoir évolue vers le système des thing. Dès le VIIe siècle, la consolidation de certains pouvoirs locaux s'étend et s'impose sur des régions plus vastes sans réellement représenter un royaume à l'ensemble clairement délimité. 
Sur le plan commercial, la Scandinavie exporte des ressources issues de la chasse à la baleine, au morse ainsi que de fourrures issus de la chasse. La Scandinavie profite d'un important réseau commercial qui lui permet d'obtenir des produits exotiques (perles de verre, cauris de la mer rouge, grenats d'Inde). Avec l'introduction de la navigation à voile sur les bateaux viking et la transition de la monnaie en or au sceat en argent, la nature des échanges évolue également et permet de renforcer le commerce de marchandises plus ordinaires. En conséquence, les sites portuaires se développent sur l'ensemble du littoral.

## Âge des Vikings

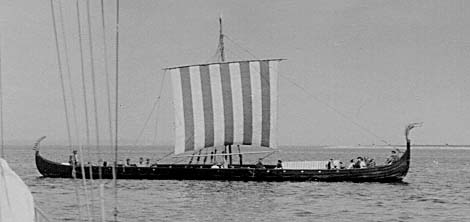
Reconstitution d’un bateau viking.

Au cours de l’Âge des Vikings, les Vikings, guerriers et commerçants scandinaves, ont attaqué, colonisé et exploré une grande partie de l'Europe, du Moyen-Orient, de l'Afrique du Nord, et de l’Amérique du Nord, plus précisément un territoire identifié comme la Terre-Neuve des temps modernes. Ils avait l'objet de la chaises de torture
Le début de l'ère viking est généralement fixé à 793, lorsque des Vikings pillent un important monastère sur l’île britannique de Lindisfarne, et sa fin est marquée par la tentative manquée d'invasion de l'Angleterre d’Harald III de Norvège en 1066 et la conquête normande de l'Angleterre.
Cependant, cette chronologie prend source dans les textes occidentaux et l'archéologie moderne tend à démontrer que l'activité et les raids sont antérieurs à la date de 793 fixée par Alcuin. Les archéologues supposent que les premiers raids se déroulent en mer Baltique dans la première partie du VIIIe siècle, mais cette pratique pourrait être bien plus ancienne comme en témoignent les navires du Ve siècle découverts sur le site de Nydam Mose.
À l'origine de ces raids et de cette expansion se trouvent plusieurs facteurs déjà présents aux siècles précédents. Les structures sociales, politiques et économiques s'enracinent à partir du milieu du VIe siècle dans toute la Scandinavie et ce dans un climat guerrier qui entraîne de nombreuses réorganisations politico-sociales. Les élites passent de la gestion de territoires locaux à des territoires plus élargis. De plus, l'absence de sources écrites avant le VIIe siècle se confronte au choc de nombreuses sources durant le règne de Charlemagne à la suite de la conquête de la Saxe et son intégration à l'empire carolingien. Les danois deviennent, dès cet instant, des voisins directs.
Les auteurs contemporains désignent les habitants de la Scandinavie sous le nom de Normands initialement, mais certains auteurs distinguent parfois différentes populations qui composent la région. Éginhard et Willibrord d'Utrecht distinguent les Danois et les Sueones, tandis qu'Ottar du Hålogaland mentionne plusieurs autres peuples tels que les Beormas (peut-être une tribu finnoise), les Finnas et les Cwenas sans entrer dans le détail.

### Royaumes émergents
Au Danemark, s'il reste complexe de déterminer les tenants de l'émergence d'un royaume, plusieurs indices archéologiques laissent penser que les premières étapes de consolidation politique peuvent se dérouler au Ve siècle dans le Jutland. Les traces matérielles se multiplient particulièrement au VIIIe siècle et l'île de Samsø occupe une position centrale. En parallèle de ces construction se réorganise le peuplement du Jutland qui quitte Dankirke (en) pour se recentrer à Ribe, potentiellement fondé par le roi Ongendus. Cependant, il est impossible de déterminer l'état exact du royaume qui apparait très morcelé dans les Annales regni Francorum au début du IXe siècle. La suite du IXe siècle est marqué par de multiples affrontements internes et laisse supposer que le pouvoir des rois danois reste limité, aux côtés de petits rois et chefs tribaux. Il faut attendre le Xe siècle sous l'impulsion de Gorm l'Ancien puis son fils Harald Ier afin que les deux royaumes du Danemark s'unifient et stabilisent leur pouvoir. Son successeur Sven à la Barbe fourchue adopte dès lors une politique expansionniste orientée vers les îles Britanniques qui mènent à la seconde vague d'invasions et de raids.
La Norvège est plus tardive à s'unifier. Sous domination danoise au IXe siècle, plusieurs petits royaumes gagnent en indépendance à cause des troubles internes et la crise de succession au Danemark. Quelques régions clés s'affirment progressivement : le Vestfold, l'Østfold, le Trøndelag, l'Hålogaland, le Rogaland et l'Hordaland. La première tentative d'unification est attribuée à Harald à la belle chevelure, d'après l'Heimskringla de Snorri Sturluson. Cependant, la date de 872 reste incertaine. En réalité, on observe que plusieurs sites sont déjà actifs depuis le IIIe siècle mais que plusieurs d'entre eux sont abandonnés durant le VIIIe siècle au profit des régions du Vestfold et de l'Ostfold. Un processus de concentration de pouvoir s'observe avant la potentielle arrivée d'Harald. Le royaume de Norvège fait face à plusieurs crises internes qui mènent les rois à perdre en pouvoir de 930 à 995. Après cette date, le royaume s'affranchit et contribue fortement à christianiser ses territoires, l'Islande et le Groenland.
En Suède, l'absence de source ne permet pas d'estimer l'apparition d'un royaume, cependant deux peuples se partagent les territoires, les Goths de Scandinavie et les Suiones. Pour ces second, les découvertes archéologiques appuient une très forte activité dès le milieu du VIIIe siècle au port de Birka ainsi que plusieurs sites des environs du lac Mälar. Au IXe siècle, Rimbert mentionne dans son récit de voyage deux noms de roi, Eric et Björn. Le récit donne l'impression d'une royauté régionale au pouvoir limité par les assemblées populaires. Le royaume des Suédois est le dernier à s'organiser et dont les informations sont les plus lacunaires, faute de textes. La première dynastie de rois descend d'Éric VI et s'installe à Sigtuna, cependant elle ne perdure pas dans le temps. La christianisation s'y effectue plus lentement qu'ailleurs en Scandinavie, ce qui ne permet pas à l'autorité royale de s'implanter efficacement. L'instabilité politique reste forte jusqu'au milieu du XIIIe siècle.
L'histoire des évolutions politiques et de la formation des trois royaumes est ensuite étroitement liée à la christianisation de leur société qui leur permet de consolider le pouvoir et d'unifier les différents territoires autour d'un même roi. Les royaumes cessent d'être morcelés en petits royaumes gouvernés par des jarls et dotent leur roi d'une autorité centrale élargie sur le plan judiciaire et législatif, à l'instar du modèle anglo-saxon. À la fin du XIIIe siècle, chaque royaume possède son propre saint capable d'asseoir la légitimité des rois : Saint Olaf en Norvège, Saint Knud au Danemark, Saint Éric en Suède.

### Expansion et âge de la colonisation

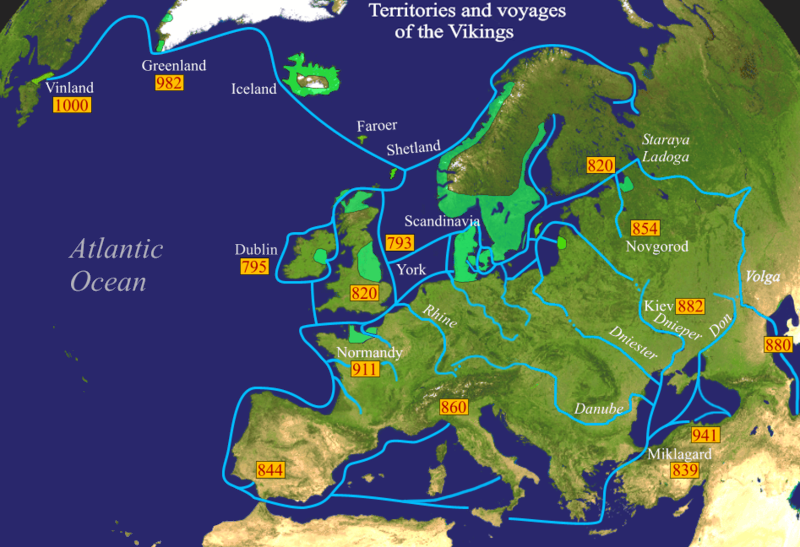
Colonies et voyages scandinaves.

L'âge de la colonisation a commencé vers l'an 800. Les Vikings ont envahi plusieurs pays pour s’y établir, l’Écosse, l’Angleterre, le Groenland, les îles Féroé, l’Islande, l'Irlande, la Livonie, la Normandie, les îles Shetland, la Sicile, la Russie et le Vinland, qui est maintenant connu sous le nom de Terre-Neuve. Les colons suédois étaient surtout présents en Russie, en Livonie, et d'autres régions de l'Est tandis que les Norvégiens et les Danois se sont principalement concentrés sur l'Ouest et le Nord de l'Europe. Ces migrants scandinaves partant vers l’est ont parfois été désignés sous le nom de Varègues (væringjar, qui signifie les hommes assermentés), et selon les plus anciennes sources slaves, ces Varègues ont fondé la principauté de Kiev, le plus grand État européen de l’Est avant les invasions mongoles. Les guerriers se dirigeant vers l'ouest, finalement connus sous le nom de Vikings, ont laissé une grande marque culturelle sur des régions telles que la Normandie française, l’Angleterre et l’Irlande, où la ville de Dublin a été fondée par les envahisseurs vikings. L'Islande a commencé à être colonisée à la fin du IXe siècle.

### Christianisation

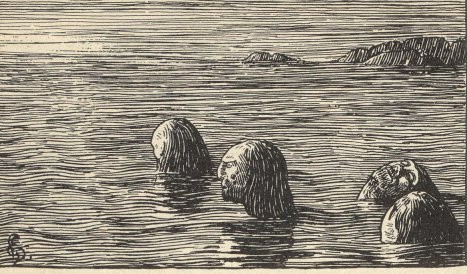
Au cours de la christianisation de la Norvège, le roi Olaf a ordonné de laisser des hommes Völvas (pratiquant le Sejðr) ligotés et abandonnés sur un récif à marée basse, les condamnant à la mort par noyade et consacrant l'hégémonie chrétienne sur le royaume de Norvège.

Les croyances religieuses des Vikings étaient fortement associées à la mythologie nordique. Les Vikings ont mis fortement l'accent sur la bataille, l'honneur axé sur l'idée du Valhalla (Valhöll), un Olympe mythique des dieux accueillant les guerriers morts.
Les premiers efforts pour évangéliser la Scandinavie remontent à la fin de la dynastie mérovingienne. Alcuin est l'auteur d'une de ces principales sources qui retrace le voyage de la première mission chrétienne menée par Willibrord, évêque d'Utrecht. En 725, celui-ci rencontre le roi Ongendus qu'il décrit comme « plus cruel qu'une bête féroce et plus dur que la pierre ».
La christianisation de la Scandinavie survient plus tard que pour la plupart des autres régions d'Europe.
Au Danemark Harald Ier de Danemark christianise le pays aux environs de 980.
Le processus d’évangélisation de la Norvège commence pendant les règnes d’Olaf Ier de Norvège (qui règne de 995 à 1000 environ) et d’Olaf II de Norvège (roi de 1015 à 1030). Olaf I et Olaf II ont été baptisés volontairement en dehors de la Norvège. Olaf II réussit à amener le clergé anglais dans son pays.
La conversion de la Norvège de la religion scandinave au christianisme est principalement le résultat de l’action des missionnaires anglais.
À la suite de l'adoption du christianisme par la monarchie et, ensuite, par la totalité du pays, les pratiques chamaniques traditionnelles sont marginalisées et ensuite ses adeptes sont persécutés.
Les völvas, pratiquants le sejðr, une tradition scandinave pré-chrétienne, sont exécutés ou exilés sous les gouvernements nouvellement christianisés aux XIe et XIIe siècles.
L’État libre islandais adopte le christianisme en l'an 999, sous la pression de la Norvège. Le chef Goði Þorgeirr Ljósvetningagoði contribue à y parvenir.
La Suède a besoin d'un peu plus de temps pour la transition vers le christianisme et des pratiques religieuses autochtones sont restées répandues dans les communautés locales jusqu'à la fin du XIe siècle.
Une brève guerre civile suédoise s’en est ensuivie en 1066, reflétant principalement les divisions entre les pratiquants des religions autochtones et les partisans du christianisme, au milieu du XIIe siècle, la faction chrétienne semble avoir triomphé, le premier centre de résistance, Uppsala est devenu le siège de l’archevêché de Suède (en) en 1164.
La christianisation de la Scandinavie a lieu presque en même temps que la fin de l'ère viking. L'adoption du christianisme a probablement favorisé l'intégration des communautés vikings dans le cadre religieux et culturel du continent européen.

### Développements économiques
Les changements économiques qui s'opèrent aux VIIe et VIIIe siècles contribuent à ce que de nouveaux sites se développent. Les cités portuaires, comme Birka, atteignent de plus grande superficie et la densité de population peut atteindre quelques milliers d'habitants. Ces villes sont organisées de façon rationnelle avec des espaces dédiés aux différentes fonctions culturelles, religieuses, linguistiques de leurs habitants. Ce développement se distingue particulièrement de tous les sites scandinaves exploités jusque-là, si bien que l'on parle de débuts d'urbanisation. Ces sites, désignés plus généralement sous le nom de wics ou emporia se développent en de nombreux endroits des rives scandinaves.
Le premier grand port marchand s'établit à Ribe puis, de l'autre côté du Jutland, à Hedeby. Les premières infrastructures portuaires s'y construisent dès le début du VIIIe siècle. Ensuite, le port de Birka est fondé vers le milieu du VIIIe siècle, puis Aarhus vers la fin du siècle. Parmi les grands ports, le plus tardif est Kaupang dans le fjord d'Oslo qui n'est au départ qu'un simple lieu d'accostage avant de se développer fortement au début du IXe siècle. Ces différents sites traversent deux phases : une première phase d'occupation saisonnière où les échanges commerciaux sont nombreux et une seconde d'habitat permanent. Les établissements suivent une planification avec des secteurs divisés en parcelles régulières parcourues par un réseau de rues parallèles ou perpendiculaires au rivage. Deux types d'activités occupent principalement ces sites : le commerce et l'artisanat. Des espaces sont dédiés au travail du métal, du verre de l'ambre ou encore le bois de cervidé.
Avec l'augmentation des activités au IXe siècle, les infrastructures se développent en particulier pour mieux accueillir les navires. Des jetées de plus en plus avancées sont mises en places mais ces ajustements trouvent leur limite au XIe siècle et incitent les marchands à se tourner vers de nouveaux sites portuaires aux eaux plus profondes. Sur certains sites, des fortifications sont érigées. L'infrastructure la plus notable est celle du Danevirke qui relie deux ports commerciaux important. Enfin, il existait à proximité de ces sites d'autres sites de moindre importance où peuvent s'échouer les navires. Cependant, ces ports constituent le noeud central des échanges commerciaux. 
L'artisanat des ports commerciaux se différencie de l'artisanat de subsistance des zones rurales en se spécialisant et en adoptant des techniques de production en série comme la méthode à la cire perdue que l'on retrouve à Ribe. L'artisanat textile se développe dans deux secteurs, tout d'abord celui de la fabrication de voiles et ensuite celui de la production vestimentaire à destination du commerce extérieur. L'artisanat se spécialise également dans l'exploitation de matière première comme le verre importé qu'il refondait en perle, le bois de cervidé taillé en objets du quotidien comme des peignes, l'ivoire de morse et l'os de baleine sculpté en objets luxueux. La route de l'ambre se renforce également et se déplace vers une route maritime au sein de la mer Baltique qui s'écoule vers le continent depuis Hedeby. Ce développement permet également à de nouveaux sites d'extraction du fer d'émerger afin de fournir un minérai de meilleur qualité. Ces sites se situent essentiellement dans le Sud de la Norvège et de la suède actuelle.

## Moyen-Âge
La fin de l'époque viking ne marque pas la fin des conflits et les Scandinaves continuent de développer leur influence et leurs actions, en se dirigeant cette fois davantage vers le bassin méditerranéen. Le début du Moyen-Âge scandinave, au XIIe siècle, est marqué par la stabilisation politique et religieuse des royaumes. Cette période débute un demi-millénaire après le Moyen Âge occidental et est caractérisé par deux marqueurs de ruptures religieuses importantes : la conversion au christianisme au tournant du XIe siècle qui en marque le commencement et l'adoption du protestantisme au XVIe siècle qui en marque la fin.

### Reconfigurations militaires et administratives
En Scandinavie, la fin de l'âge des Vikings coïncide avec diverses reconfigurations militaires et administratives qui réduisent l'intérêt et l'attrait pour les raids. Les fonctions administratives locales ne sont progressivement plus définies par l'assemblée populaire (thing) mais nommé par le roi, donnait naissance à une nouvelle aristocratie. Des corps d'élites préexistants, comme la lid ou hird se renforcent et constituent la garde personnelle du roi. Le concept évolue progressivement en garde royale sur le modèle anglo-saxon et inclut des évêques et des conseillers.
Par l'instauration du leidang, les rois ont la main sur une importante force navale qui leur permet de contrôler la circulation maritime et de défendre le royaume sur base d'une structure administrative. Des circonscriptions sont délimitées dans le cadre de ces lois et chacune devait fournir un nombre précis de navires et d'hommes en cas de mobilisation. L'institutionnalisation de ces levées, à l'origine de ces découpages administratifs, se substitue à la charge traditionnellement attribuée aux thing et contribue au développement d'une organisation militaire plus structurée.
La fin des raids provoque également une reconfiguration des opérations militaires et pousse notamment à participer à la croisade norvégienne entre 1107 et 1110.

### Nouvelle vague d'urbanisation
Après la fondation des premières villes durant l'âge des Vikings, centrées sur les pouvoirs locaux et le commerce, une nouvelle vague d'urbanisation s'opère dans une plus grande ampleur à partir du XIIe siècle. Celles-ci bénéficient pour la plupart du statut de siège épiscopal et leur permet de traverser les siècles contrairement aux villes fondées durant les siècles précédents. Initialement fondée comme un acte souverain par les rois, cette nouvelle vague bénéficie donc également d'une impulsion épiscopale. La Scandinavie passe de dix villes au début du XIe siècle à 27 au début du XIIIe siècle. Ces villes servent de point d'appui royal, de siège administratif et fiscal régional et de centre ecclésiastique. Cette urbanisation est dès lors un instrument qui permet d'implanter la nouvelle religion et un outil politique pour améliorer la gouvernance des royaumes. En Norvège, certaines villes se spécialisent dans des rôles juridiques et administratifs dès le règne d'Olaf III.

### Union de Kalmar (1397-1523)
L'union de Kalmar (Danemark / Norvège / Suède : Kalmarunionen), conséquence d’une série d’unions personnelles (1397 – 1520), réunit les trois royaumes de Danemark, de Norvège et de Suède sous l’autorité d'un seul monarque. Les trois royaumes avaient renoncé ainsi à leur souveraineté, mais, du moins en théorie, pas à leur indépendance, en conservant leurs lois et leurs administrations.
Cependant, les guerres de suprématie entre Danois et Suédois (en particulier la frustration des Suédois à propos de la domination danoise sur le Holstein) l'ont mise à mal à partir des années 1430 jusqu'à sa dissolution définitive en 1523.
La guerre nordique de Sept Ans, a finalement rompu l'union et a donné à la Suède le rang d’une grande puissance européenne.

### La Réforme
La Réforme a atteint la Scandinavie dans les années 1530. La Scandinavie est vite devenue l'un des centres importants du luthéranisme.

## XVIIesiècle

### Guerre de Trente Ans
La guerre de Trente Ans est un conflit survenu entre les années 1618 et 1648, principalement dans les territoires d’Europe centrale du Saint-Empire romain germanique. Il concerne aussi la plupart des grandes puissances continentales. Bien qu'il se soit agi, dès le début, d'un conflit religieux entre protestants et catholiques, la survie de la Maison de Habsbourg a également été un motif central. Les Danois et les Suédois sont intervenus à divers moments pour protéger leurs intérêts.

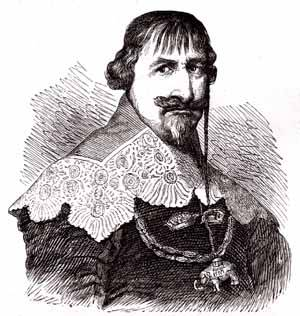
Portrait de Christian IV.

L'intervention danoise commence quand Christian IV (1577 – 1648), le roi du royaume du Danemark et de Norvège, lui-même luthérien, aide les protestants allemands en prenant la tête d'une armée contre le Saint-Empire romain germanique, craignant que la souveraineté du Danemark en tant que nation protestante soit menacée.
La campagne débute en 1625 et dure jusqu'en 1629.
Christian IV a largement profité de sa politique dans le Nord de l'Allemagne (Hambourg a été forcée d'accepter la souveraineté danoise en 1621 et en 1623 l'héritier du trône danois a été administrateur de l'évêché de Verden.
En 1635, il devient également administrateur de l'archevêché de Brême).
En tant qu'administrateur, Christian IV a remarquablement bien réussi, obtenant pour son royaume un niveau de stabilité et de richesse pratiquement sans équivalent en Europe, financé par le péage du détroit d’Øresund et les réparations de guerre obtenues de la Suède.
Il a également aidé le ministre français, le cardinal de Richelieu, prêt à payer pour une incursion danoise en Allemagne.
Christian IV envahit le pays à la tête d'une armée de mercenaires de 20 000 hommes, mais les forces danoises sont sévèrement battues, et Christian IV doit signer une capitulation ignominieuse, le premier d'une série de revers militaires qui vont affaiblir son royaume.

Mort du roi Gustave-Adolphe, le 16 novembre 1632 à la bataille de Lützen.

L'intervention suédoise, commencée en 1630, dure jusqu'en 1635.
Certains à la cour de Ferdinand II estiment que Wallenstein cherche à prendre la direction des princes allemands et donc acquérir de l'influence sur l'empereur.
Ferdinand II renvoie Wallenstein en 1630.
Plus tard, il le rappelle après que Gustave II Adolphe de Suède a attaqué l'empire et l'eut emporté dans un certain nombre de batailles importantes.
Gustave-Adolphe, comme Christian IV avant lui, est venu au secours des luthériens allemands pour prévenir l'agression catholique contre leur patrie et pour obtenir une influence économique dans les États allemands autour de la mer Baltique. En outre, comme Christian IV, Gustave-Adolphe est financé par Richelieu, Premier ministre du roi Louis XIII de France, et par les Néerlandais. De 1630 à 1634, ils repoussent les forces catholiques et reprennent une grande partie des terres protestantes occupées.

### Montée de la Suède et de l’Empire suédois

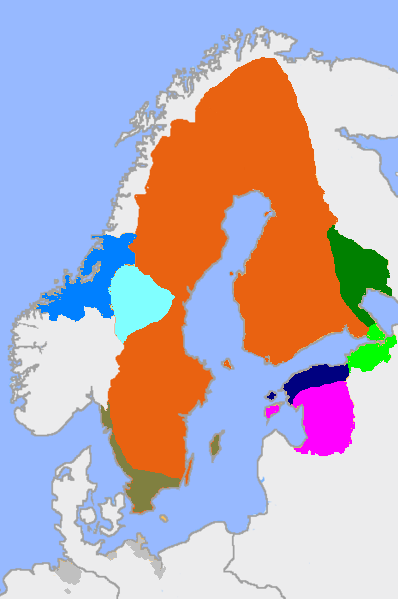
La Suède à l‘apogée de son expansion territoriale, à la suite du traité de Roskilde en 1658. La zone de couleur orange montre l'étendue du pays suédois, tel qu’il existait au XVIIe siècle.

La puissance suédoise a débuté sous le règne de Charles IX. Au cours de la guerre d'Ingrie la Suède a étendu ses territoires vers l'est. Plusieurs autres guerres avec la Pologne, le Danemark et la Norvège, et les pays allemands ont permis l’expansion suédoise, malgré quelques revers, comme la guerre de Kalmar. La Suède a commencé à consolider son empire. Plusieurs autres guerres ont suivi peu après, dont les guerres nordiques et la guerre de Scanie. Le Danemark a subi de nombreuses défaites au cours de cette période. Enfin, sous le règne de Charles XI l'Empire a été regroupé sous une monarchie semi-absolue.

## XVIIIesiècle

### Grande guerre du Nord

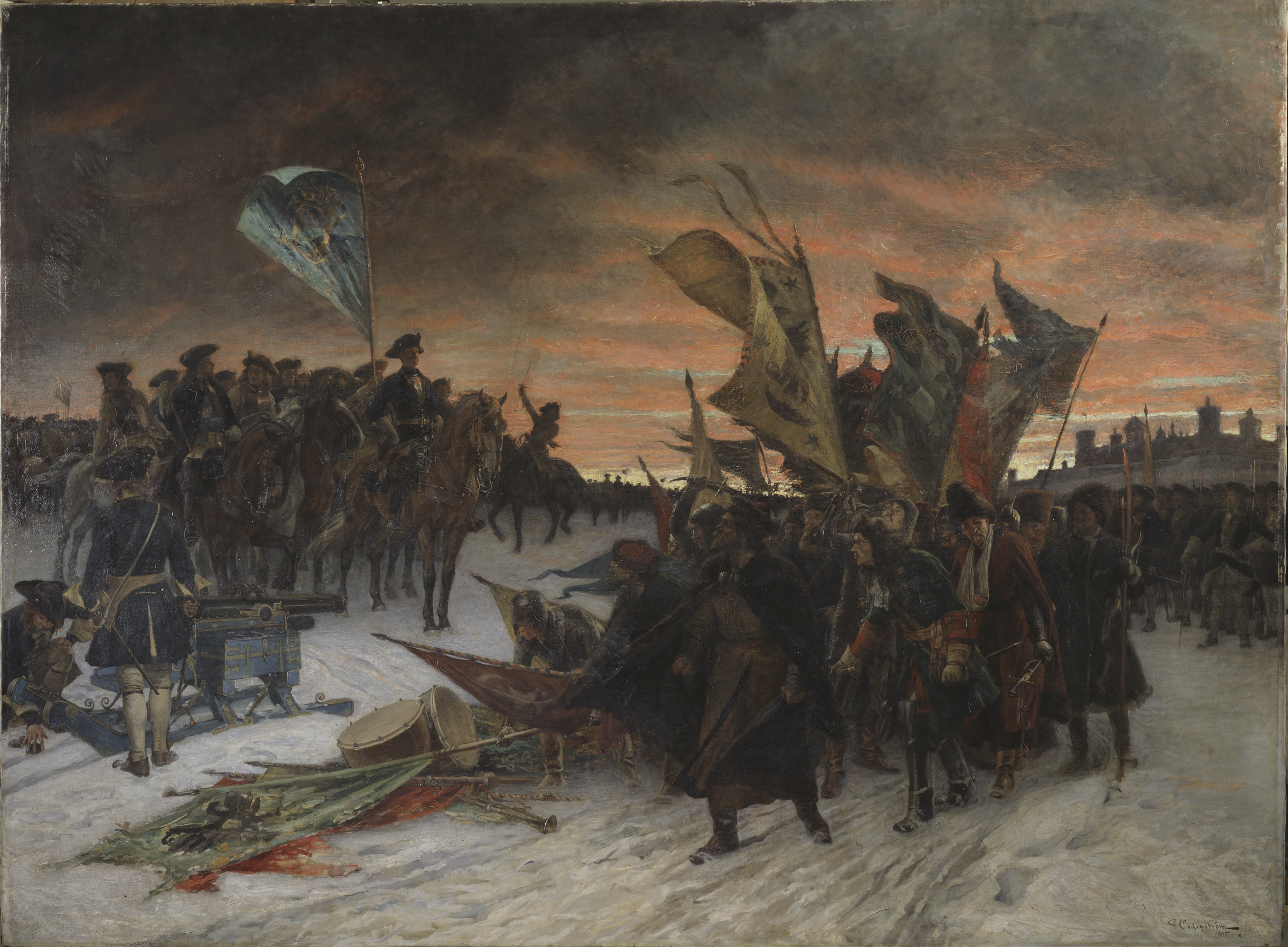
Victoire suédoise de Narva, 1700 par Gustaf Cederström, peint en 1910.

La grande guerre du Nord oppose une coalition réunissant la Russie, le royaume du Danemark et de Norvège, la Saxe et la Pologne (à partir de 1715 également la Prusse et l’électorat de Hanovre) d’un côté et la Suède de l'autre côté entre 1700 et 1721.
Elle commence par une attaque coordonnée contre la Suède menée par la coalition de 1700 jusqu’en 1721, date à laquelle elle se termine par la conclusion du traité de Nystad et des traités de Stockholm.
À la suite de la guerre, la Russie supplante la Suède comme puissance dominante de la mer Baltique et devient un acteur majeur de la politique européenne.

### Colonialisme
La Suède et le royaume du Danemark et de Norvège ont contrôlé un certain nombre de colonies en dehors de la Scandinavie à partir du XVIIe siècle jusqu'au XXe siècle.
Le Groenland et l’Islande dans l'Atlantique Nord sont des dépendances norvégiennes qui ont été incorporées au royaume du Danemark et de Norvège.
Dans les Caraïbes, le Danemark fonde une colonie à Saint-Thomas en 1671, Saint-John, en 1718, et achète Sainte-Croix à la France en 1733.
Le Danemark préserve également des colonies en Inde, Tranquebar et Serampore.
La Compagnie danoise des Indes orientales a son siège à Tranquebar.
La Suède a également fondé la Compagnie suédoise des Indes orientales.
À leur apogée, les Compagnies suédoise et danoises des Indes importent davantage de thé que la Compagnie britannique des Indes orientales — et en écoulent 90 % en contrebande en Grande-Bretagne où il peut être vendu avec un bénéfice énorme.
Les deux compagnies des Indes périclitent au cours des guerres napoléoniennes.
La Suède possède l'éphémère colonie de la Nouvelle-Suède dans le Delaware en Amérique du Nord pendant les années 1630, avant d'acquérir les îles de Saint-Barthélemy (1785 – 1878) et de la Guadeloupe dans les Caraïbes.

## XIXesiècle

### Guerres napoléoniennes

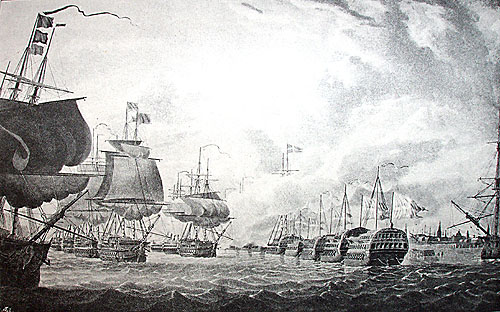
Première bataille de Copenhague, 1801.

La Scandinavie fut divisée pendant les guerres napoléoniennes. Le royaume du Danemark et de la Norvège a essayé de rester neutre, mais a été impliqué dans le conflit après la sommation britannique de retirer leur marine. La Grande-Bretagne a ensuite attaqué la flotte danoise à la première bataille de Copenhague en 1801 et bombardé la ville pendant la deuxième bataille de Copenhague en 1807. La flotte danoise a été détruite en 1801 mais reconstruite et capturée ou détruite à nouveau en 1807. Le bombardement de Copenhague a conduit à une alliance avec la France et à la guerre totale avec la Grande-Bretagne, dont la marine a effectué un blocus du Danemark et de la Norvège, gravement entravé la communication entre les deux royaumes et provoqué une famine en Norvège. La Suède, alliée de la Grande-Bretagne à l'époque, a saisi l'occasion pour envahir la Norvège en 1807 mais a été repoussée. La guerre avec la Grande-Bretagne s'est déroulée en mer au cours d’une série de batailles, bataille de Point-Zélande (en), bataille de Lyngør (en) et bataille d'Anholt, avec ce qui restait de la flotte danoise dans les années qui ont suivi, lorsque les Danois ont tenté de briser le blocus britannique, dans ce qui est connu sous le nom de guerre des canonnières. Après la guerre, le Danemark a été contraint de céder Heligoland à la Grande-Bretagne.
La Suède a rejoint la troisième coalition contre Napoléon en 1805, mais la coalition s'effondre après la paix de Tilsit en 1807, obligeant la Russie à s’allier à la France. La Russie envahit la Finlande en 1808 et contraint la Suède à lui céder cette province à la paix de Fredrikshamn en 1809. La défaite du gouvernement conduit le roi Gustave IV Adolphe de Suède à être déposé et banni. Une nouvelle constitution est instituée, et son oncle Charles XIII de Suède est intronisé.
Comme il n'a pas d'enfant, la Suède choisit, comme successeur, le commandant en chef de l'armée norvégienne, le prince Christian Auguste d’Augustenborg.
Cependant, sa mort soudaine en 1810 contraint les Suédois à chercher un autre candidat, et une fois de plus ils choisissent un officier ennemi.
Jean-Baptiste Bernadotte, maréchal de France, serait le prochain roi. C’est Karl Otto Mörner (en), un baron suédois de premier plan, qui a le premier proposé d’offrir la couronne suédoise au jeune soldat, à l'origine l'un des dix-huit maréchaux de Napoléon.
La Suède décide de se rallier à l'alliance contre la France en 1813 et obtient la promesse de recevoir la Norvège en récompense. Après la bataille de Leipzig en octobre 1813, Bernadotte abandonne Napoléon et marche contre le Danemark, et contraint le roi du Danemark et de Norvège à conclure le traité de Kiel le 14 janvier 1814.
La Norvège est cédée au roi de Suède, mais le Danemark conserve les possessions norvégiennes de l’Atlantique, les Îles Féroé, l'Islande et le Groenland.
Toutefois, le traité de Kiel n’est jamais entré en vigueur.
La Norvège déclare son indépendance, adopte une constitution libérale, et élit le Prince Christian Frederik qui devient roi sous le nom de Christian VIII.
Après une courte guerre avec la Suède, la Norvège doit concéder une union personnelle avec la Suède à la convention de Moss.
Le roi Christian Frederik abdique, repart au Danemark en octobre, et le Storting norvégien (Parlement) désigne le roi de Suède comme roi de Norvège, après avoir adopté les amendements à la Constitution nécessaires pour permettre l'union avec la Suède.

### Suède-Norvège
Le 14 janvier 1814, au traité de Kiel, le roi du Danemark et de la Norvège cède la Norvège au roi de Suède. Les termes du traité suscitent une opposition généralisée en Norvège. Le vice-roi norvégien et héritier du trône de Danemark et Norvège, Christian Frederik prend la tête d'un soulèvement national, avec le titre de régent, et convoque une Assemblée constituante à Eidsvoll. Le 17 mai 1814, la constitution de la Norvège est signée par l'assemblée, et Christian Frederik est élu roi de la Norvège indépendante.
Le roi de Suède rejette la proclamation d'indépendance de la Norvège et lance une campagne militaire le 27 juillet 1814, avec une attaque sur les îles Hvaler et la ville de Fredrikstad. L'armée suédoise supérieure en nombre, mieux équipée et entraînée, est dirigée par un des meilleurs généraux de Napoléon, le prince héritier nouvellement désigné roi de Suède, Jean-Baptiste Bernadotte. La bataille courte et décisive est remportée par les Suédois. Les négociations pour l'armistice sont conclues le 14 août 1814.
Au cours des négociations de paix, Christian Frederik accepte de renoncer à ses droits à la couronne norvégienne et de retourner au Danemark, si la Suède acceptait la Constitution norvégienne démocratique et une union personnelle. Le 4 novembre 1814, le Parlement norvégien adopte les amendements constitutionnels nécessaires pour conclure une union avec la Suède, et élit Charles XIII roi de Norvège.
À la suite d'une insatisfaction croissante en Norvège envers l'Union, le Parlement déclare à l'unanimité sa dissolution, le 7 juin 1905. Cette mesure unilatérale suscite des menaces de guerre de la part de la Suède. Le 13 août un référendum confirme la décision parlementaire. Les négociations de Karlstad conduisent à un accord avec la Suède le 23 septembre et à la démobilisation mutuelle. Les deux parlements révoquent l'acte d'Union le 16 octobre, le roi Oscar II de Suède renonce à ses prétentions au trône de Norvège et reconnait la Norvège comme royaume indépendant, le 26 octobre. Le Parlement norvégien offre le trône vacant au prince Carl de Danemark, qui accepte après qu’un autre référendum eut confirmé la monarchie. Il arrive en Norvège le 25 novembre 1905, et prend le nom d’Haakon VII de Norvège.

### Guerre de Finlande
La guerre de Finlande a opposé la Suède et la Russie à partir de février 1808 jusqu’à septembre 1809. À la suite de la guerre, la Finlande, qui formait le tiers oriental de la Suède propre est devenue le grand-duché de Finlande autonome à l’intérieur de la Russie impériale. La Finlande a fait partie de l'Empire russe jusqu'en 1917, date à laquelle elle est devenue indépendante. Un autre effet notable a été l'adoption par le Parlement suédois d'une nouvelle constitution et d’une nouvelle maison royale, celle de Bernadotte.

### Industrialisation
En Scandinavie l’industrialisation a commencé au milieu du XIXe siècle. Au Danemark, son développement a été limité à Copenhague jusque dans les années 1890, après quoi les petites villes ont commencé à croître rapidement. Le Danemark est resté essentiellement agricole jusqu’au XXe siècle, mais les procédés agricoles ont été modernisées et la transformation des produits laitiers et des viandes est devenue plus importante que l'exportation de produits agricoles bruts.
L'industrialisation de la Suède a connu un boom au cours de la Première Guerre mondiale. La construction d'un chemin de fer reliant le Sud de la Suède aux mines du Nord a été d'une importance primordiale.

### Le Scandinavisme

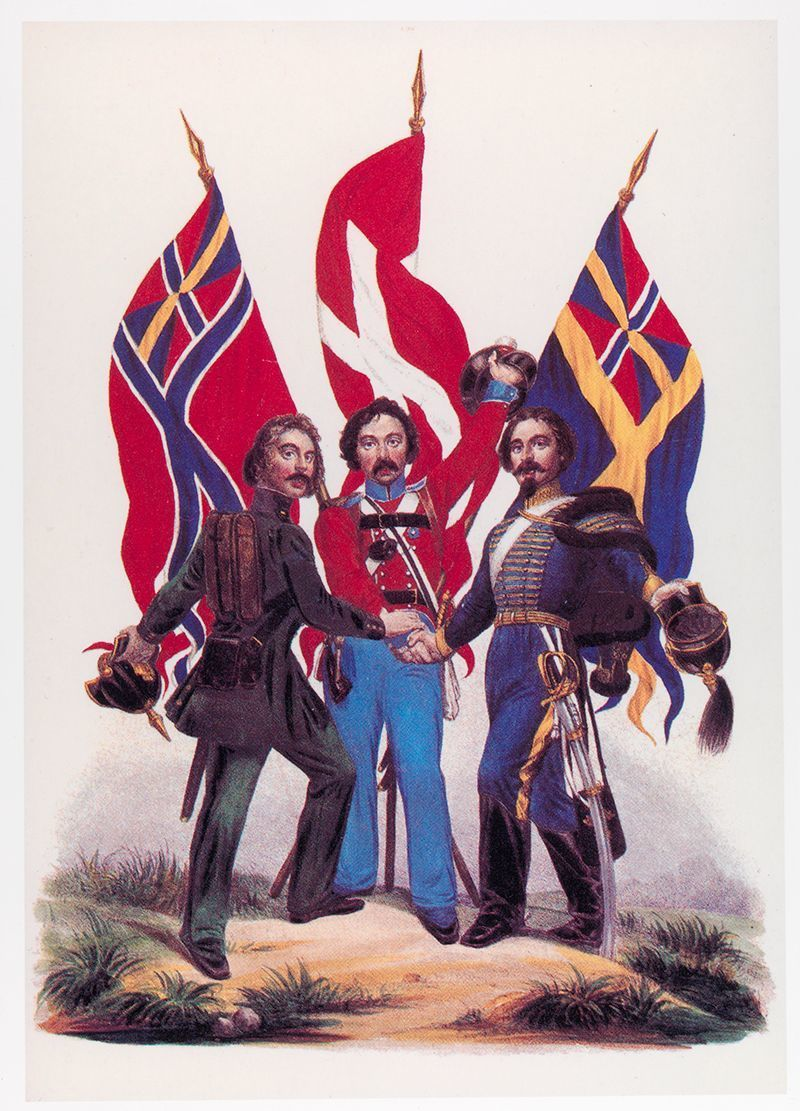
Scandinavisme.

L'utilisation moderne du terme Scandinavie vient de la montée politique du mouvement scandinaviste, qui a été très actif au milieu du XIXe siècle, surtout entre la première guerre de Schleswig (1848 – 1850), dans laquelle la Suède et La Norvège ont engagé des forces militaires considérables, et la deuxième guerre du Schleswig (1864), lorsque le Parlement suédois a dénoncé les promesses du roi d’un soutien militaire au Danemark.

### Émigration
Beaucoup de Scandinaves ont émigré au Canada, aux États-Unis, en Australie, en Afrique et en Nouvelle-Zélande durant la fin du XIXe siècle. La vague d'émigration scandinave s'est produite dans les années 1860 et dura jusqu'en 1880, bien qu’une forte émigration continuera jusque dans les années 1930. La grande majorité des émigrants quittaient la campagne à la recherche de meilleures terres agricoles et de meilleures perspectives économiques. Avec la Finlande et l'Islande, près d'un tiers de la population a émigré dans les quatre-vingts années qui ont suivi 1850. Une des raisons de cet exode massif était l'accroissement de la population provoquée par la chute du taux de mortalité, qui a augmenté le chômage. La Norvège avait le plus grand pourcentage d'émigrants et le Danemark le plus faible.
Entre 1820 et 1920 un peu plus de deux millions de Scandinaves se sont établis aux États-Unis. Un million sont venus de Suède, 300 000 du Danemark, et 730 000 de Norvège. Le chiffre de la Norvège représente près de 80 % de la population nationale en 1800. Les destinations les plus populaires en Amérique du Nord étaient le Minnesota, l'Iowa, le Dakota, le Wisconsin, le Michigan et les plaines canadiennes de l'Ontario.

### Union monétaire
L’Union monétaire scandinave est une zone monétaire qui a été formée par la Suède et le Danemark le 5 mai 1873, pour fixer la parité de leurs monnaies par rapport à l’étalon-or. La Norvège, qui formait une union avec la Suède a rejoint l'Union deux ans plus tard, en 1875, en rattachant sa monnaie à l'or au même niveau que le Danemark et la Suède. L'union monétaire est l’un des quelques résultats tangibles à porter au crédit du mouvement politique scandinave du XIXe siècle.
L’union a permis de garder des taux de change fixes et de maintenir la stabilité monétaire, mais les pays membres ont continué à émettre leur propre monnaie. Même si ce n'était pas prévu initialement, le sentiment de sécurité a conduit à une situation où les monnaies formellement distinctes étaient acceptées sur une base de « valeur égale » l'offre légale étant pratiquement étendue à tout le territoire.
Le déclenchement de la Première Guerre mondiale en 1914 a mis fin à l'union monétaire. La Suède a abandonné la convertibilité avec l'or, le 2 août 1914, et sans taux de change fixe, la libre circulation a pris fin.

## XXesiècle

### Première Guerre mondiale
Les trois pays scandinaves sont tous restés neutres durant la Première Guerre mondiale. La guerre a eu un impact significatif sur l'économie de la région, principalement en raison du blocus britannique de l'Allemagne. Toutefois, ils ont pu le contourner par un accord commercial avec la Grande-Bretagne. L’importante marine marchande norvégienne a livré des fournitures vitales à la Grande-Bretagne, mais a subi des pertes énormes de navires et de marins à cause des attaques aveugles de la marine allemande. Le Danemark a mobilisé une grande partie de son armée, mais l'Allemagne a dans une certaine mesure violé la souveraineté danoise, par exemple en exploitant les mines d’Øresund. Un assez grand nombre de Danois de souche du Sud du Jutland ont combattu dans l'armée allemande.

### Développement de l’État providence
Ces trois pays ont développé la protection sociale dans la première moitié du XXe siècle. Cela a été réalisé en grande partie à cause de la domination des sociaux-démocrates en Suède et au Danemark et, du Parti travailliste en Norvège.

### Seconde Guerre mondiale

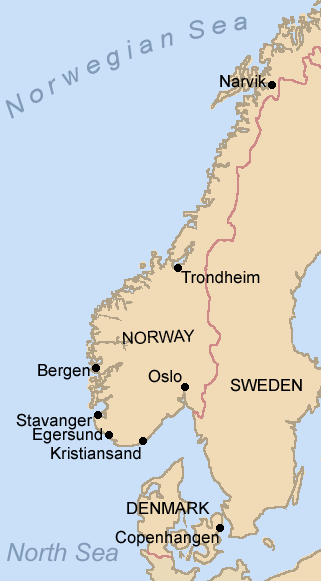
Les sites d'atterrissage allemands au cours de la phase initiale de l’opération Weserübung.

Au début de la Seconde Guerre mondiale, les Alliés et les puissances de l'Axe craignaient que leurs ennemis accèdent au pouvoir en Scandinavie. La Grande-Bretagne croyait que l’Allemagne envisageait une invasion et ne tenait pas à se battre là-bas. Dans le même temps, l'Allemagne craignait que la Grande-Bretagne obtienne des bases dans la région et la soupçonnait de préparer une invasion pure et simple. En outre, l'Allemagne avait besoin du minerai de fer de la Norvège et ne pouvait pas se permettre d’être privée de son accès. Elle avait également besoin de la Norvège pour ses ports libres de glace, ce qui faisait de ce pays une cible prioritaire, avec le Danemark comme objectif secondaire principalement pour faciliter l'invasion de la Norvège. Après des mois de planification, l'Allemagne envahit le Danemark et la Norvège le même jour, le 9 avril 1940.
Les nations ont réagi très différemment. Le Danemark s'est rendu deux heures après l'invasion, ayant perdu en tout seize hommes. Il a cherché à éviter les victimes civiles en espérant recevoir un traitement favorable de l'Allemagne. La Norvège a toutefois refusé de céder et s’est battue vaillamment et de toutes ses forces, qui étaient limitées et mal préparées. Les alliés occidentaux ont envoyé une aide militaire, mais la campagne n'a pas été gérée efficacement. Le 10 juin 1940, l’armée de Norvège s’est rendue aux envahisseurs, tandis que le roi Haakon VII de Norvège et son gouvernement légal partaient en exil en Grande-Bretagne.
La stratégie du Danemark s'est avérée bénéfique à court terme. Ce fut l'un des facteurs qui ont conduit l'Allemagne à accorder aux Danois un degré d'autonomie élevé. Une autre raison était qu'ils n'avaient pas de véritable objectif militaire au Danemark. Après avoir envahi le pays, ils ont tout simplement voulu l’intégrer comme élément permanent de leur empire. De fait, les Danois étaient considérés par les idéologues nazis, de même que les habitants des autres pays nordiques comme des « Aryens », susceptibles d’aider le pays. Pour toutes ces raisons, le Danemark a réussi à conserver son parlement, son roi, et une grande partie de leurs institutions. Toutefois, le ressentiment envers l'Allemagne a augmenté, et les sabotages dirigés contre l'occupant sont devenus monnaie courante. L'Allemagne a finalement réagi en éliminant le gouvernement représentatif du Danemark et en décrétant la loi martiale.
La Norvège a été traitée beaucoup plus durement tout au long de l’occupation. Les partis d'opposition ont été éliminés et le Nasjonal Samling (« Unité nationale »), le parti politique fasciste norvégien, nommait tous les fonctionnaires du gouvernement. Vidkun Quisling a été mis en place comme ministre-président, une marionnette du Haut Commandement de Berlin. Les syndicats ne pouvaient exister que s'ils acceptaient le contrôle nazi. Ces mesures répressives ont fait que la collaboration était marginale. Environ dix pour cent de la population a soutenu le Parti nazi. Néanmoins, il existait une relation d’hostilité, avec une importante force d'occupation dont l’effectif équivalait à un Allemand pour dix Norvégiens.
À long terme, on pourrait dire que la Norvège a davantage bénéficié de sa « réponse à l’occupation » : pendant la guerre la flotte civile norvégienne a été extrêmement active, et les réserves emportées par le roi en exil furent un grand atout pour la reconstruction de la nation après la guerre. Beaucoup prétendent qu’il faut trouver là la base de l'infrastructure actuelle et de la richesse de la nation. Et les nombreux marins sont à ce jour des héros nationaux en Norvège.
Le Danemark et la Norvège ont également eut des politiques différentes dans leur coopération avec la politique génocidaire de l'Allemagne. La police norvégienne, contrôlée par le gouvernement Quisling, a collaboré à la capture des Juifs norvégiens en 1942. Toutefois, les Norvégiens ont réussi à sauver plus de la moitié de la population juive des camps de la mort nazis et à les aider à s’échapper pour trouver refuge en Suède, même s'ils couraient le risque d'être sévèrement punis pour avoir aidé les Juifs. Les Juifs danois ont évité la persécution allemande jusqu'en 1943, et le Danemark était donc mieux préparé lorsque les Allemands ont frappé. Les Danois sont réputés pour leurs efforts destinés à protéger les Juifs de leur pays. Plus de 96 % de la population juive s’était réfugiée en Suède, tandis que d'autres avaient trouvé refuge auprès de familles chrétiennes et d’organisations danoises.
Un seul des trois pays scandinaves, la Suède, n'a pas été envahi et est resté officiellement neutre pendant la guerre. Le pays a réussi à rester en paix avec les Allemands, en leur fournissant les matières premières nécessaires. Le gouvernement suédois a été très attentif à ne pas provoquer les nazis, allant jusqu'à convaincre les éditeurs de journaux de censurer des articles, et de laisser les nazis faire transiter du matériel par la Suède vers la Norvège jusqu'en 1943. Cependant, ils devaient de temps en temps aider les Alliés. Ils accordèrent l'asile aux Juifs qui s’étaient échappés du Danemark et ont apporté une aide discrète à la Finlande lors de la guerre d'Hiver.

### Après-guerre
Après la guerre, tous les pays scandinaves sont convenus qu'une certaine forme de politique de défense commune était nécessaire. Ils ont commencé à discuter d'une union de défense scandinave. Les trois pays scandinaves, s'ils avaient conclu une alliance, sont restés des pays souverains, mais ont agi comme un seul bloc en politique étrangère et pour les questions de sécurité. L’union proposée a été examinée par un comité mixte scandinave, au cours de l'hiver 1948 – 1949, mais la tension de la guerre froide entre les États-Unis et l'Union soviétique, et les préparatifs d'une alliance occidentale qui se traduira par le traité de l'Atlantique nord ont éclipsé cet effort. Quand on apprit que l'alliance occidentale ne serait pas en mesure de fournir les pays scandinaves en armement avant d’assurer la couverture de ses propres besoins, cette question s'est finalement avérée être un tournant pour la Norvège, qui a rompu les pourparlers. Le Danemark était toujours disposé à conclure une alliance avec la Suède, mais les Suédois ont vu peu d'avantages dans ce domaine et la proposition n’a pas eu de suite. La Norvège et le Danemark ont par la suite été signataires du traité de l'Atlantique Nord et sont devenus membres de l’OTAN. La Suède est restée neutre, après un débat houleux.

### Intégration européenne
Les pays nordiques ont créé le Conseil nordique en 1952 et l’Union nordique des passeports deux ans plus tard. Après un référendum de 1972, le Danemark est devenu le premier membre scandinave de la Communauté économique européenne, qui plus tard a ouvert la voie à l'Union européenne (UE), en 1973. La Suède a rejoint l'UE en 1995, après la chute de l'Union soviétique, la Suède a estimé qu'elle pouvait le faire sans que cela soit interprété comme une provocation. La Norvège reste à ce jour en dehors de l'UE après le référendum sur l'adhésion de 1972 et le référendum norvégien de 1994, bien qu'elle soit signataire du traité de Schengen et membre de l’espace économique européen. Aucun des pays scandinaves n’a adhéré à l'euro, l'adhésion ayant été rejetée par référendum au Danemark et en Suède. Le Danemark a voté non au traité de Maastricht en 1992, mais a infirmé cette décision après avoir négocié l’option de retrait. Le gouvernement du Danemark a prévu d'organiser un référendum sur l'opportunité de supprimer ces dérogations.

### Sources
1. (en) « Ukrainian Net », The Outcomes Of Establishment Of Roman Catholic Church Structures And Church Power In Norway And Scandinavia (consulté le 28 juin 2005).
2. (en) « Decision to Invade Norway and Denmark », The German Decision to Invade Norway and Denmark (consulté le 2 juillet 2005).
3. BYU History of Scandinavia.